# Federico Barbarossa
Federico I Hohenstaufen, meglio noto come Federico Barbarossa (1122 – Saleph, 10 giugno 1190), è stato imperatore dei Romani, re dei Romani e re d'Italia.
Prima dell'elezione imperiale, Federico era per eredità duca di Svevia (1147-1152, con il nome di Federico III). Era figlio del duca Federico II (detto "il Guercio"), della dinastia degli Hohenstaufen, e di Giuditta, figlia del duca di Baviera Enrico IX, del casato rivale dei Welfen. Federico, quindi, discendeva da due delle più importanti famiglie in Germania, rendendolo una scelta accettabile per i principi elettori dell'Impero. In effetti, questa visione riflette soprattutto il punto di vista di Ottone di Frisinga, il più importante biografo medievale di Federico, il quale sosteneva appunto che lo scontro tra Staufen e Welfen aveva "spesso disturbato la pace dello Stato" e che l'elezione di Federico faceva ben sperare in una pacificazione, estremamente necessaria per un Paese, la Germania, prostrata dalla lotta per le investiture.
Tale ricostruzione, che serviva sostanzialmente a giustificare la notevole esclusione alla successione del figlio di Corrado III, Federico IV di Svevia, trovò eco in particolare nella Germania ottocentesca: nel 1866, Giorgio V, re di Hannover della casa di Welfen, prese le parti dell'Impero austriaco contro il Regno di Prussia. La contrapposizione tra Welfen e Staufen rappresentava più una proiezione dei moderni che non un dato storico. Ad esempio, Federico aveva rapporti personali più stretti con i parenti Welfen del lato materno.
Fu eletto re di Germania a Francoforte il 4 marzo 1152 e poi incoronato re dei Romani il 9 marzo ad Aquisgrana. Succedette allo zio paterno Corrado III. Federico ottenne la successione cedendo il ducato di Baviera al cugino Enrico il Leone, che si era visto sottratto il ducato da Corrado, così stabilizzando la propria posizione in Germania. Il 19 aprile 1155 fu incoronato re d'Italia nella basilica di San Michele a Pavia, richiamando le incoronazioni al medesimo titolo dei re longobardi e di altri, come Berengario. Il 18 giugno dello stesso anno papa Adriano IV lo incoronò Imperatore nella basilica di San Pietro in Vaticano a Roma.
Il termine sacrum imperium apparve per la prima volta in un documento di cancelleria datato al marzo del 1157. La cancelleria imperiale concorse a rielaborare e riaffermare il potere temporale assoluto dell'imperatore, sulla scorta di un rinnovamento del diritto romano operato dalle università di Bologna e Padova. Dell'imperatore era concepita la superiorità rispetto a tutti gli altri re (definiti reguli, 'piccoli re'): egli era individuato come diretto emissario della volontà divina. Queste affermazioni avevano comunque un sapore sostanzialmente teorico, dato che l'Imperatore non ebbe mai la forza di attentare al potere temporale degli altri re dell'Europa cristiana. Barbarossa riaccese comunque il confronto tra Papato e Impero (e lo stesso accadrà con suo nipote Federico II), dopo che la lotta per le investiture aveva trovato un accomodamento con il Concordato di Worms del 1122. Barbarossa fu perciò a lungo in contrapposizione con papa Alessandro III, cui oppose diversi antipapi di elezione imperiale, nel tentativo di controbilanciare il potere papale che dominava gli stati tedeschi dopo Worms.
La lotta per affermare il potere imperiale condusse Barbarossa all'organizzazione di diverse spedizioni nell'Italia settentrionale. La prima spedizione avvenne nell'ottobre del 1154. Ad una prima dieta di Roncaglia pretese di riappropriarsi dei diritti regi di cui si erano impossessati i Comuni italiani. Fu in questa occasione che ottenne la corona d'Italia. Fu poi a Roma, dove soppresse il Comune, consegnandone uno dei capi, Arnaldo da Brescia, al papa, che lo incoronò imperatore. Nel 1158 tornò in Italia: a novembre convocò una seconda dieta a Roncaglia, dove emanò la Constitutio de regalibus, documento che definiva la sua ambizione assolutistica. Nel 1162 distrusse Milano, che gli si era opposta. Nel 1166, in seguito alla morte di Guglielmo I il Malo, re di Sicilia, Barbarossa organizzò una quarta spedizione italiana, che determinò la formazione di una Lega Lombarda tra le città dell'Italia settentrionale e si concluse in disastro. In una quinta spedizione, Barbarossa fu sconfitto dalla Lega Lombarda nella battaglia di Legnano (1176).
L'epiteto "Barbarossa" (in tedesco Rotbart) non sorse con Federico in vita e non ebbe alcuna diffusione nella Germania medievale. Fu piuttosto adottato dai Fiorentini, per la prima volta nel 1298, per distinguere Federico I da Federico II. È peraltro possibile che l'epiteto discendesse da un intento ingiurioso, dato che nel Medioevo i capelli rossi erano associati alla malizia e all'ira. Federico I, del resto, non era rosso, ma biondo. La prevalenza di questo epiteto italiano nell'uso tedesco successivo (ma anche inglese), riflette la centralità delle campagne italiane nella sua carriera.
Barbarossa morì nell'odierna Turchia meridionale, impegnato nella Terza crociata, cui aveva giurato di partecipare ad una dieta a Magonza del 1188: annegò nel fiume Saleph (l'antico Calicadno), nei pressi di Seleucia in Cilicia. È generalmente considerato uno dei più grandi imperatori medievali. Il suo senso della legge e del potere imperiale determinarono la sua ostinata opposizione ai principi tedeschi, ai comuni italiani e al Papa. Tutto ciò concorse, nell'Ottocento, a che i romantici tedeschi ne esaltassero la figura, quale rappresentante dell'unità tedesca.
Mentre in Italia assurse a simbolo dell'oppressione tedesca, in Germania la sua figura fu avvolta dalla leggenda. Si immaginò che il Barbarossa dormisse nelle montagne della Turingia, nella catena del Kyffhäuser, in attesa del ritorno della Germania alla passata grandezza. Furono celebrate qualità che già avrebbero impressionato i contemporanei: la sua longevità, la sua ambizione, le sue straordinarie capacità organizzative, il suo acume sul campo di battaglia e la sua perspicacia politica.
Il suo mito attraversò la storia tedesca: la sua figura fu associata a quella di Guglielmo I e alla ritrovata potenza dell'Impero tedesco. Questa appropriazione della figura del Barbarossa da parte dei nazionalisti tedeschi culminò con la attribuzione del nome "Operazione Barbarossa" all'invasione nazista dell'URSS, una denominazione decisa personalmente da Adolf Hitler.

## Fonti

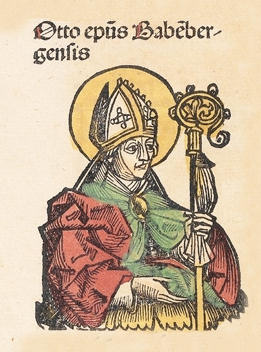
Ottone di Frisinga, zio e biografo del Barbarossa, raffigurato nelle Cronache di Norimberga (1493)

### Ottone di Frisinga e Radevico
Il più importante biografo di Federico Barbarossa fu Ottone di Frisinga (1112-1158), il quale scrisse le Gesta Friderici Imperatoris. Ottone era zio di Federico, in quanto fratellastro più giovane di Federico II di Svevia, padre del Barbarossa. Essendo il quinto figlio del margravio d'Austria Leopoldo III di Babenberg e di Agnese di Waiblingen (in precedenza moglie di Federico I di Svevia), Ottone era fin dalla nascita destinato alla carriera ecclesiastica. Studiò a Parigi per poi entrare nei Cistercensi. Quando Corrado III di Svevia, altro fratellastro di Ottone, fu eletto re di Germania, Ottone fu nominato vescovo di Frisinga, proprio nel periodo in cui più era acceso il confronto tra gli Staufer e i Babenberg, da un lato, e i Welfen, dall'altro. A questo periodo risale il capolavoro di Ottone, la Chronica de duabus civitatibus, un storia del mondo dalla creazione al 1146, dai toni assai pessimisti. Nell'opera si evoca lo scontro tra papa Gregorio VII e l'imperatore Enrico IV, che avrebbe aperto una fase di crisi nei rapporti tra Impero e Papato, una settima epoca della storia umana che, secondo l'autore, precedeva l'avvento dell'Anticristo. Barbarossa fece richiesta del testo allo zio e ne ottenne una copia verso la fine di marzo del 1157.
Ad assisterlo nella redazione della Chronica era stato il suo cappellano e segretario Radevico (Rahewin; 1120-1170/1177), cui Ottone aveva dettato il testo. Ottone accompagnò l'invio della Chronica (consegnata da Radevico) con una lettera per Rainaldo di Dassel, cancelliere dell'Imperatore, pregandolo di tradurre dal latino al tedesco l'opera perché Federico potesse intenderla, raccomandando di non leggergli le parti in cui lo storico potesse apparire critico nei confronti dei suoi "predecessori e antenati" e invitando a distinguere ciò che era destinato alle orecchie dell'imperatore e ciò che invece andava riservato agli occhi dei suoi dotti chierici.
Già in quei giorni Ottone meditava di scrivere una biografia del Barbarossa, tanto da invitarlo, con l'aiuto dei segretari dell'Imperatore, a mandargli un elenco succinto delle sue maggiori imprese, in modo da poterle usare come base per una biografia. Ottone, probabilmente ispirandosi all'etimologia del nome Federico, si propose di ritrarre il Barbarossa come "guardiano della pace", tema che poi in effetti userà nel prologo al libro I delle Gesta.
È probabile che i primi materiali usati per le Gesta dovessero inizialmente andare ad integrare la Chronica, su cui Ottone era tornato a lavorare intorno al 1147. Nel libro I delle Gesta Ottone aggiunse una storia degli Staufer prima dell'elezione del Barbarossa del 1152, in cui essi erano inquadrati come legittimi successori dei Franchi Sali e anzi, di fatto, tutti membri di un'unica dinastia. In questa porzione del testo, al centro dell'attenzione è Federico, duca di Svevia e padre del Barbarossa. Entra poi prepotentemente in scena Corrado III e ben poco si dice del protagonista.
Gran parte del materiale del libro II è composto dalle informazioni offerte dalla cancelleria imperiale a Ottone. Solo in tre capitoli Ottone si concentra su temi non legati ai materiali forniti dallo stesso Imperatore ed è per trattare un tema a lui caro, quello della riconciliazione tra il fratello Enrico Jasomirgott e i Welfen. Notevoli invece le omissioni (probabilmente propiziate dallo stesso Imperatore) dell'annullamento del primo matrimonio di Federico con Adelaide di Vohburg (1153) o del trattato di Costanza con papa Eugenio III.
Ottone non poté andare oltre il libro II, poiché morì all'abbazia di Morimond nel settembre del 1158. Radevico, ai primi di novembre, diede notizia della morte di Ottone alla corte di Federico (in quel periodo nell'Italia settentrionale) e chiese il permesso di continuare la redazione delle Gesta, secondo le istruzioni dello stesso Ottone.
Radevico viveva di una prebenda del capitolo della cattedrale di Frisinga. Era forse originariamente di condizione servile. Egli non poteva pretendere di avere accesso all'Imperatore come era stato per Ottone. Rimase a corte fino alla primavera del 1159, cercando di ottenere materiali dai prelati che avevano accesso al sovrano. La sua fonte principale fu in quel periodo il protonotario Enrico di Würzburg. Nei due libri che finirà per aggiungere alle Gesta, Radevico si rivolgerà direttamente a Federico in una sola occasione, a testimonianza della condizione radicalmente differente rispetto a quella del maestro. Egli ebbe però modo di vederlo in persona e la sua descrizione (come anche quella di Acerbo Morena) permette di ipotizzare che la cosiddetta Testa di Cappenberg, un reliquiario in bronzo dorato in cui Ottone di Cappenberg porrà dei capelli dell'apostolo Giovanni (reliquia che aveva ottenuto dal duca Federico II), raffiguri il Barbarossa. In particolare, Radevico descrive il Barbarossa attribuendogli capelli biondi e una barba "rossastra". La descrizione, però, sembra ricalcare quella che Apollinare Sidonio fece di Teodorico II e quella che Eginardo fece di Carlomagno. La descrizione di Acerbo è più succinta e non menziona la barba rossastra.
In generale, Radevico è una fonte molto meno affidabile rispetto ad Ottone, senza contare che un quarto del suo testo è occupato da citazioni e parafrasi dalla Bibbia. La sua biografia si ferma al febbraio 1160, con il riconoscimento dell'antipapa Vittore IV al concilio di Pavia. Probabilmente interruppe la propria opera perché Enrico di Würzburg aveva lasciato la corte per una missione diplomatica a Costantinopoli.
Radevico inviò il testo di Ottone e la sua integrazione, che doveva essere terminata nel giugno del 1160, a Ulrico di Dürrmenz, cancelliere imperiale, e a Enrico di Würzburg, perché revisionassero ed emendassero il testo. Esistono copie della versione depositata al palazzo reale di Haguenau (che però non ci è giunta) e queste differiscono in modo sostanziale dalle copie della versione originale che Radevico deve aver conservato a Frisinga.
Il testo di Ottone fu il riferimento fondamentale degli storici per l'interpretazione del regno di Federico e dell'intera epoca degli Staufer (1138-1256). In questa prospettiva, il regno di Federico aveva rappresentato un momento di rinascita delle prerogative imperiali dopo la crisi della lotta per le investiture e i deboli regni degli immediati predecessori, Lotario III (1125-1137) e Corrado III (1138-1152). Il più importante biografo di Lotario e Corrado, Wilhelm Bernhardi (1834-1921), che scrisse nel periodo in cui Bismarck era in conflitto con la Chiesa cattolica, dipinge il primo come un sovrano privo di reale potere e passivo rispetto alle ingerenze di Roma; l'operato di Corrado è dipinto da Bernhardi a tinte ancora più fosche: il sovrano sarebbe stato un mero strumento nelle mani dell'abate benedettino Wibaldo di Stavelot. In effetti, Wibaldo rimase nella compagine dei consiglieri dell'Imperatore anche dopo l'elezione del Barbarossa e fino alla morte (1158). Concorde con l'idea di Federico come restauratore delle glorie imperiali fu lo storico tedesco Henry Simonsfeld (1852-1913).

### Altre fonti

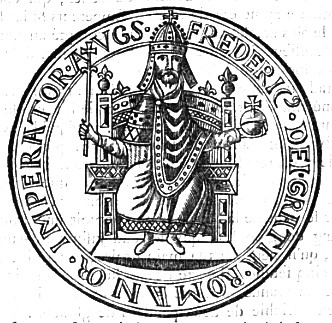
Riproduzione di un sigillo di Federico

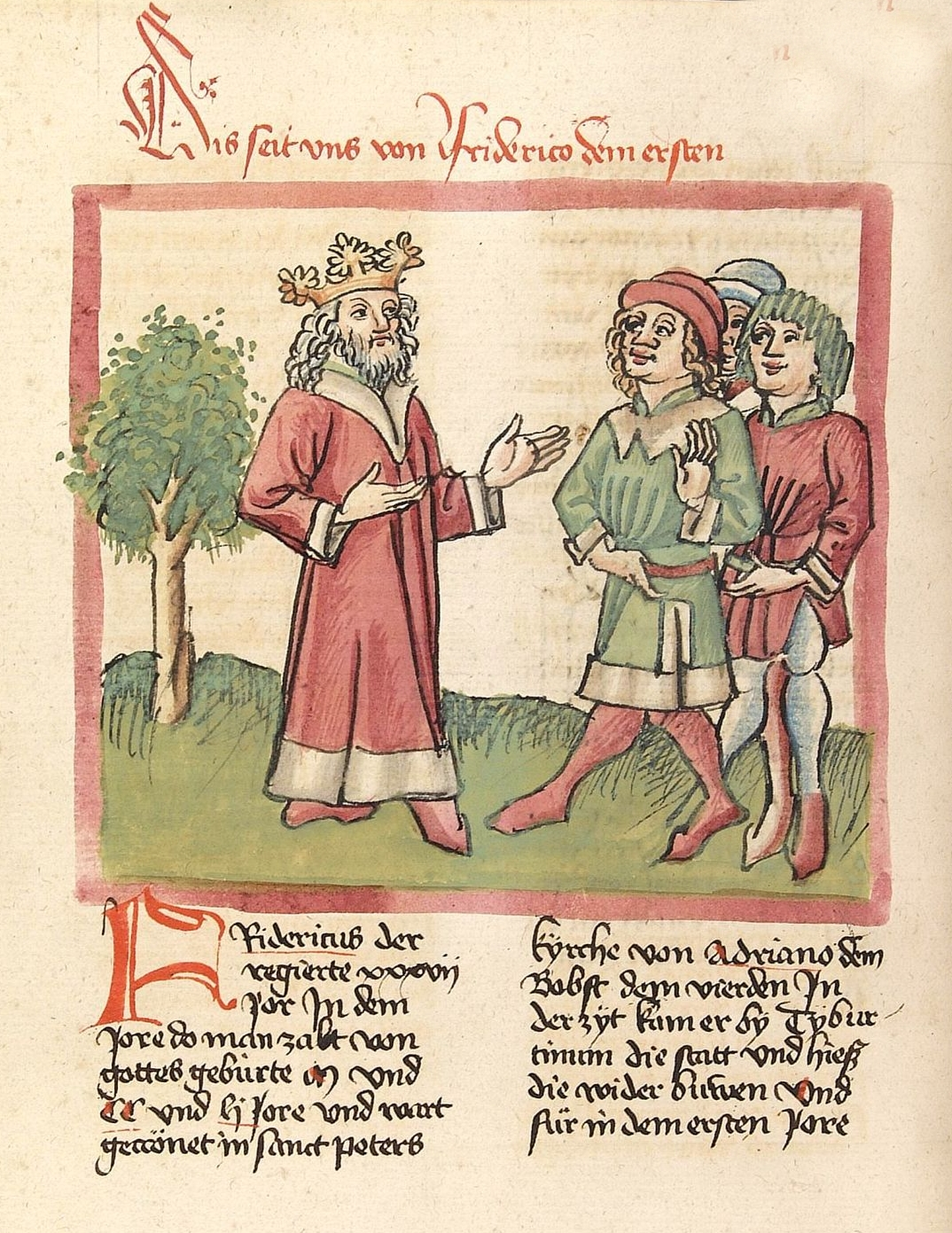
Federico raffigurato con tre sudditi (1460 circa)

Le Gesta di Ottone di Frisinga avrebbero coperto solo i primi sei anni di regno di Federico. Dopo la morte dello zio, Federico avrebbe regnato per altri trentadue anni. Non ci sono fonti paragonabili alle Gesta per il trentennio successivo e in genere l'opera di Ottone funse da base per i cronisti successivi.
Tra il 1181 e il 1184, un Gunther, forse identificabile con Gunther di Pairis, scrisse un resoconto epico delle imprese di Barbarossa in Italia, intitolato Ligurinus, offerto alla famiglia reale nel 1187. L'opera si ferma al 1160.
Il cronista Goffredo di Viterbo scrisse poi in versi delle Gesta Friderici.
Esistono poi documenti prodotti da testimoni oculari dell'operato di Barbarossa in Italia. È il caso degli Annales del cronista Vincenzo di Praga, che offre una prospettiva imperiale, ma di quegli anni scrissero cronache anche gli italiani (tanto dei Comuni in favore di Barbarossa, quanto di quelli che gli si opposero). Abbiamo ad esempio una storia di orientamento filo-imperiale, scritta da Ottone Morena, console di Lodi, che racconta del conflitto della sua città con Milano. Ottone, che aveva già operato al servizio di Lotario III, scrisse la sua cronaca (dal titolo Libellus de rebus a Frederico imperatore gestis) a partire dal 1161. Suo figlio Acerbo, in precedenza giudice per conto di Barbarossa, continuò l'opera trattando fino al 1164, quando, nel 1167, morì nei pressi di Roma. A quel punto Ottone riprese in mano il testo.
Di tenore opposto un testo scritto da un anonimo milanese (Narratio de Longobardie obpressione et subiectione), che descrive la conquista di Milano da parte del Barbarossa.
C'è poi un Carmen de gestis Frederici I. imperatoris in Lombardia scritto da un poeta anonimo, forse di Bergamo (città che militava dalla parte di Federico). Il testo si conclude con la battaglia di Carcano del 1160, ma forse in origine giungeva fino alla seconda capitolazione di Milano del 1162.
Il premostratense svevo Burcardo di Ursperg scrisse nel 1229 o nel 1230 una cronaca, servendosi di un autore favorevole a Federico, tale Giovanni da Cremona, di cui per il resto non si sa nulla. Burcardo si appoggiò anche alla Historia Welforum per informazioni concernenti gli eventi occorsi in Germania durante il regno di Federico.

## Biografia

### Federico, tra Staufer e Welfen

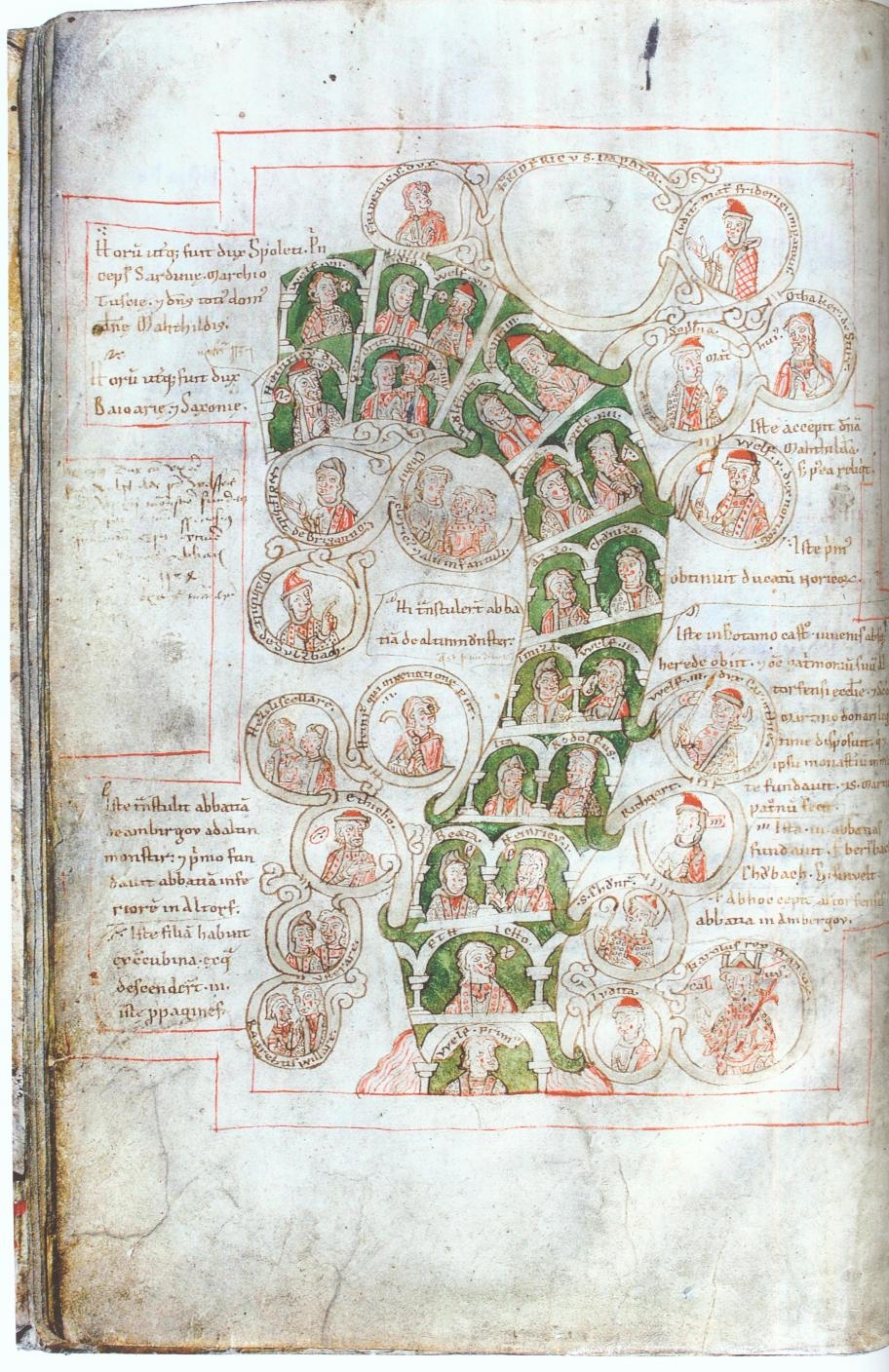
Albero genealogico della casata Welfen; in alto a destra si nota Giuditta, madre di Federico Barbarossa. La miniatura è tratta dalla anonima Historia Welforum (1170), manoscritto di Fulda, Biblioteca di Stato di Fulda.

Le Gesta di Ottone di Frisinga iscrivono Federico nel presunto atavico conflitto tra Hohenstaufen (Staufer) e Welfen, che avrebbe caratterizzato prima e poi la storia della Germania medievale. Un altro elemento che sta al fondo del discorso di Ottone è l'interpretazione della nobiltà tedesca dell'epoca come strutturata per linee patrilineari ("discendenza agnatica"). Queste dinastie per linea maschile sono tradizionalmente identificate da specifiche località (in questo caso tutte nell'odierno Baden-Württemberg), come Waiblingen, nei pressi di Stoccarda, con il castello di Hohenstaufen, o Altdorf (l'odierna Weingarten), terra legata ai Welfen (Ottone li chiama "i Welfen di Altdorf"), una famiglia, peraltro, identificata, caso unico, da un progenitore eponimo, Welf (Guelfo).
In realtà, i legami con la famiglia materna erano ai tempi almeno altrettanto importanti. Nel 1160, per esempio, Federico prese le parti dello zio materno, Guelfo VI, e del cugino, Guelfo VII, contro il cugino dal lato paterno, il duca di Svevia Federico IV. In un certo senso, i lignaggi erano considerati importanti più dagli eruditi che non dai nobili stessi, i quali formavano alleanze in base a considerazioni più squisitamente politiche e secondo le convenienze del momento. Così, mentre Ottone di Frisinga cerca di caratterizzare il nipote Federico come uno Staufer, questi non pensò mai di presentarsi in questi termini nei suoi privilegi reali. In particolare, i dotti della cancelleria imperiale solo in un'occasione fanno riferimento a Federico I di Svevia, senza neppure menzionare che fosse il nonno del Barbarossa; al contrario, essi fanno esplicito riferimento al rapporto di parentela con Enrico IV di Franconia, padre di Agnese di Waiblingen: quest'ultima era madre di Corrado III di Svevia e di Federico il Guercio, rispettivamente zio e padre di Barbarossa (Agnese, un anno dopo la morte del marito, sposerà Leopoldo III di Babenberg, da cui avrà diversi figli, tra cui lo stesso Ottone di Frisinga).
A distanziare ulteriormente il Barbarossa dal lignaggio Staufer sta la considerazione del fatto che le fonti coeve attribuiscono occasionalmente il cognome toponimico Stauf al nonno di Federico (Federico I), al padre (Federico II) e al cugino (Federico IV), ma non all'imperatore Corrado III, né a Barbarossa stesso o al fratellastro di questi, Corrado. Questa denominazione prese piede, in modo alquanto esitante, solo nel XIII secolo: un cronista, intorno al 1215, parlò degli "imperatori di Stauf", mentre Federico II, l'imperatore, fu il primo membro del casato a riferirsi alla domus Stoffensis ('casa degli Staufer') e comunque in un passaggio isolato. All'epoca di Barbarossa, ci si riferiva alla famiglia piuttosto con il nome Waiblingen (da cui poi derivò la parola "ghibellino").

### Origini e battesimo: Ottone di Cappenberg padrino di Federico

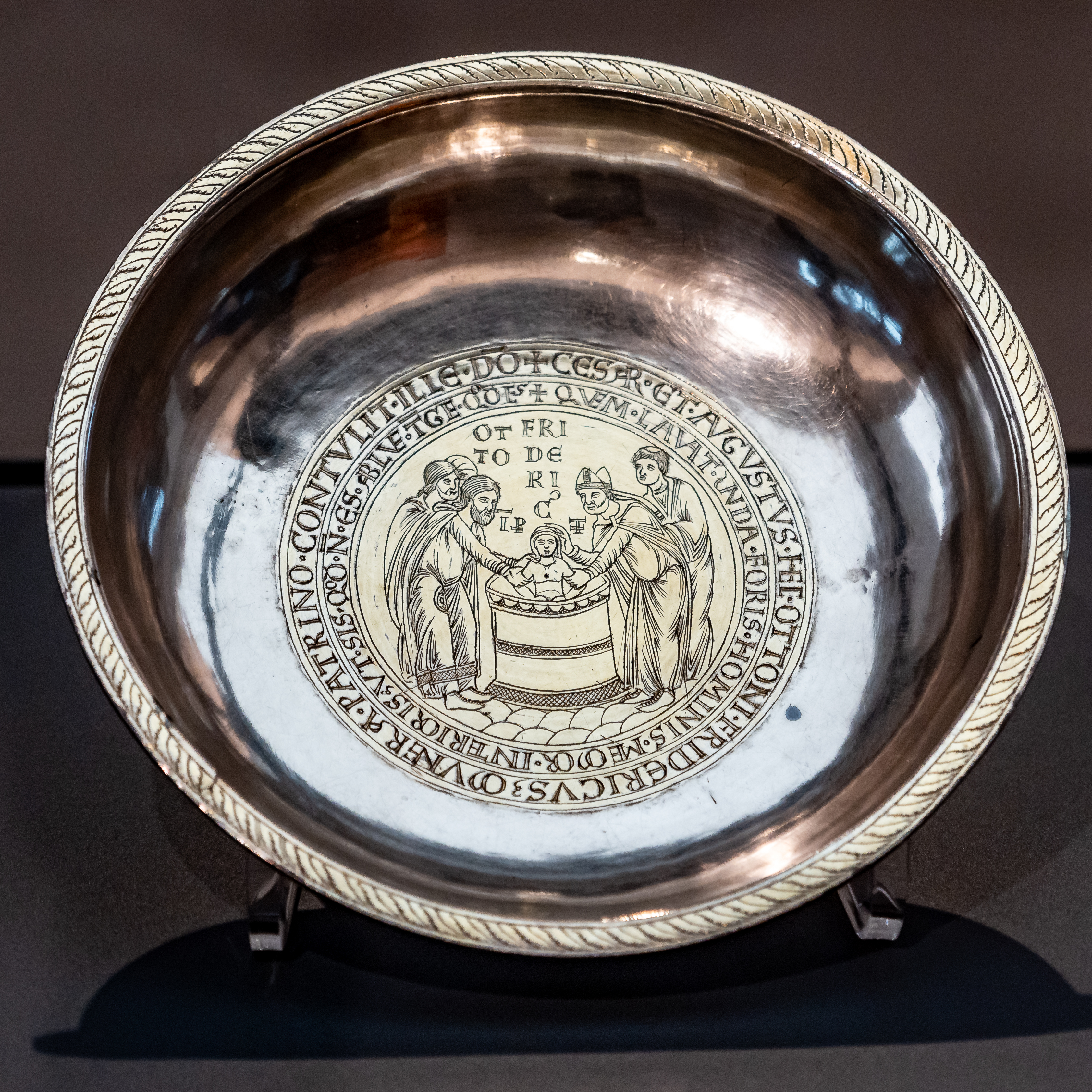
Ciotola battesimale in argento che probabilmente raffigura il battesimo del Barbarossa. Sono raffigurati un vescovo (senza nome), assistito da un diacono. Sulla sinistra, un laico, indicato come "Ottone" (Ottone di Cappenberg, fratello di Goffredo), e altri due laici, presumibilmente i genitori di Federico, cioè il duca Federico e sua moglie, Giuditta di Baviera (diametro: 24,4 cm; spessore: 4,4 cm).

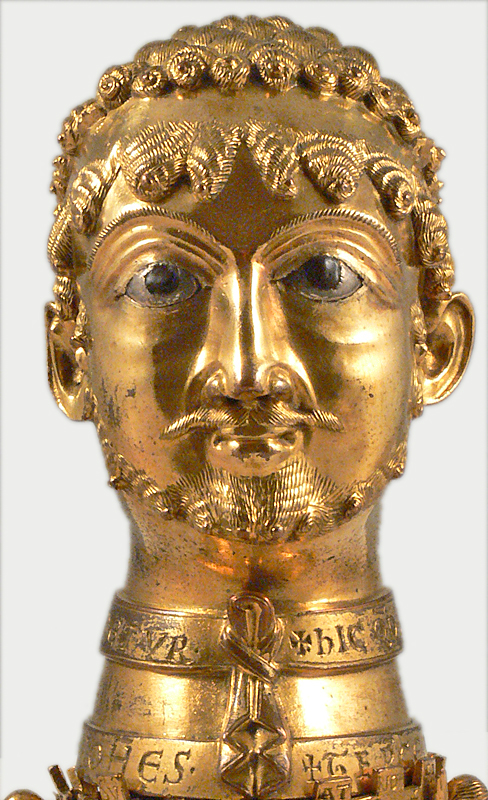
La cosiddetta Testa di Cappenberg, un reliquiario in bronzo dorato, forse con le fattezze di Barbarossa

Federico nacque nel 1122, forse a Haguenau (oggi nell'Alsazia settentrionale, Francia), dove il padre di Barbarossa avrebbe fondato un castello (forse intorno al 1114 o 1115), che diverrà poi una delle residenze favorite dal futuro imperatore (in molti casi probabilmente per cacciare nella vicina Heiliger Forst, la 'foresta sacra'). Intorno al 1125 si formò intorno al castello una villa, che sarà poi la base dello sviluppo successivo del centro abitato. Ci sono vari indizi che fanno pensare che Haguenau fosse percepita da Barbarossa come la sua terra d'origine: oltre allo sviluppo (tra il 1158 e la metà degli anni Settanta) del castello ducale di Haguenau in castello imperiale, vanno menzionati due monasteri cistercensi, ai tempi sotto il controllo degli Staufer, l'abbazia di Neuburg e l'abbazia di Königsbrück, poste nei pressi della Foresta sacra.
Né Ottone di Frisinga né alcuna altra fonte si preoccupa di indicare l'anno o il luogo di nascita di Barbarossa. Sappiamo solo che Wibaldo di Stavelot, nel marzo del 1152, informò papa Eugenio III che il re di Germania non era ancora trentenne. La data di nascita di Barbarossa è quindi posta dagli storici alla metà di dicembre del 1122, ma il dato è incerto. La scelta di Ottone di Cappenberg come padrino dell'infante è da mettere in rapporto con il compromesso tra papato e impero, ottenuto nello stesso anno con il concordato di Worms tra Enrico V e Callisto II.
Il battesimo di Federico avvenne nel 1122 o all'inizio del 1123. La scelta di Ottone di Cappenberg come padrino dovette avere un significato profondo. Federico e Judith, i genitori di Barbarossa, avevano infatti rapporti di parentela più stretti e altrettanto importanti. Ottone di Cappenberg e il fratello maggiore Goffredo erano stati protagonisti di una sensazionale conversione, che aveva fatto assai discutere l'alta società del tempo. I due, nel febbraio del 1121, si erano aggregati a Lotario di Sassonia per reintegrare il vescovo di Münster Teodorico II di Winzenburg, oppositore esiliato dell'imperatore Enrico V. Nello scontro con le forze imperiali, Münster e la sua cattedrale erano state gravemente danneggiate da un incendio. Goffredo, pieno di rimorso, aveva deciso di rinunciare ai propri beni terreni. Nell'ottobre o novembre del 1121, Goffredo incontrò a Colonia Norberto di Xanten, che aveva da poco fondato l'abbazia di Prémontré, centro dell'Ordine premostratense. Goffredo decise di donare a Norberto il suo patrimonio e contribuire ad altre fondazioni premostratensi. A questa decisione si oppose fermamente Federico di Arnsberg, suocero di Goffredo, furioso all'idea che la dote della figlia fosse destinata ai monaci. Il duca Federico, padre del Barbarossa, mosse in difesa dei Cappenberg. Federico di Arnsberg fu oggetto di pubblica ignominia per aver cercato di impedire i pii propositi di Goffredo. Il giorno della ratifica del concordato di Worms, l'imperatore Enrico V, su intercessione di Norberto, decise di perdonare le colpe dei Cappenberg: confermò inoltre le loro donazioni e prese l'abbazia di Cappenberg sotto la protezione imperiale.

### Gioventù di Federico: gli Staufer contro re Lotario

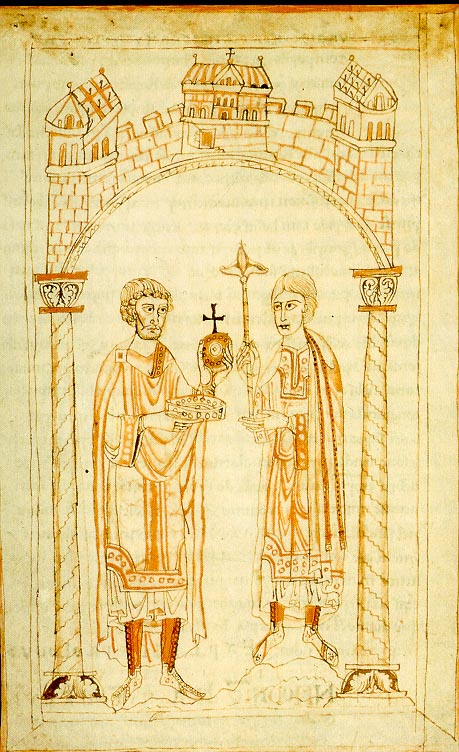
Enrico IV di Franconia cede il trono al figlio, Enrico V. Il primo fu impegnato nella lotta per le investiture con papa Gregorio VII, mentre il secondo firmò il Concordato di Worms del 1122 con papa Callisto II.

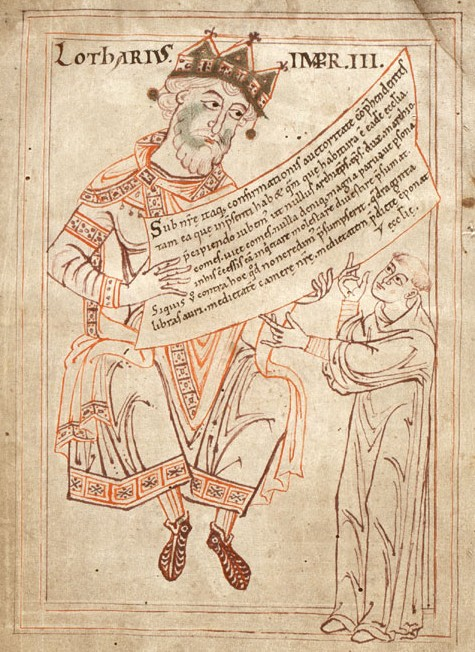
Ritratto di Lotario di Supplimburgo: la sua elezione a re fu decisa a Magonza nel 1125. Contro di lui gli Staufer scatenarono una rivolta, ma dovettero infine sottomettersi.

Federico Barbarossa verrà eletto imperatore nel 1152, a 29 anni: del periodo che precede l'elezione si sa assai poco: la cancelleria imperiale non fornì ad Ottone di Frisinga materiali su quel periodo e l'autore delle Gesta rimase alquanto reticente al riguardo. Barbarossa crebbe nel periodo di affermazione degli Staufer, tra la morte dell'imperatore Enrico V (1125) e l'elezione ad anti-re dei Germani del fratello minore del duca Federico, Corrado III (1127, in opposizione a Lotario, scelto due anni prima). La prima traccia di Federico nelle fonti è dell'aprile 1138, quando si trovava insieme al padre a Magonza, alla corte di Corrado III (eletto imperatore il 7 marzo): lo attesta un documento in cui appaiono il suo nome e quello del padre.
Non risulta vi sia stata una formale candidatura del duca Federico II al trono quando Enrico V morì. Tutto fa pensare che egli fosse il candidato naturale alla successione, potendo vantare anche una parentela stretta con Enrico. Madre di Federico era infatti Agnese di Waiblingen, sorella di Enrico, e Federico risultava il più anziano tra i nipoti dell'Imperatore.
Il 24 agosto 1125 si tenne una dieta a Magonza. Oltre al duca Federico, potevano ambire al trono tedesco il duca di Sassonia Lotario, il margravio d'Austria Leopoldo e il conte di Fiandra Carlo. L'elezione fu decisa probabilmente quando Enrico IX, duca di Baviera, acconsentì alla candidatura di Lotario, dietro la promessa che la figlia di questi, Gertrude, avrebbe sposato suo figlio (il futuro Enrico X il Superbo). Il duca Federico riconobbe comunque l'elezione di Lotario. Sorse però un problema legato ai possedimenti che gli Staufer avevano ereditato da Enrico V: in quanto legati ai beni della corona, era difficoltoso scindere le proprietà personali del duca Federico. Quando Lotario esigé un'indagine formale su tali beni, fu stabilito che appartenevano alla Corona, che non potevano essere alienati e che erano stati abusivamente occupati dal duca. Federico si ribellò alla decisione, provocando una guerra civile che durò circa un decennio.
Progressivamente, sulla figura del duca Federico si impose quella del fratello minore Corrado. Non è chiaro come mai ci sia stato questo avvicendamento. Un'ipotesi è legata al fatto che il duca Federico avesse perso un occhio (è infatti ricordato come "il Guercio", in latino monoculus) e che questa condizione gli avesse già fatto perdere l'elezione a re nel 1125, fatto che comunque le fonti del tempo non attestano. È probabile che tra gli Staufer si svolgesse una divisione dei compiti: a Federico la difesa dei beni di famiglia in Svevia, in Alsazia e nel medio Reno; a Corrado la lotta per acquisire la dignità reale. Un'altra ipotesi è che Federico, avendo prestato giuramento di fedeltà a Lotario, non volesse infrangerlo. Corrado, invece, al momento dell'elezione di Lotario era in Terrasanta. Tornato in Germania nell'estate del 1127, si associò alla ribellione del duca Federico. Lotario cercò, senza successo, di strappare Norimberga agli Staufer, capaci anche di respingere l'invasione della Svevia tentata da Enrico il Superbo. A quel punto, Corrado, il 18 dicembre 1127, fu eletto anti-re a Rothenburg sul Tauber. Federico e Corrado furono scomunicati dai vescovi raccolti attorno a Lotario a Würzburg.
Nel 1128, Corrado passò in Italia per reclamare le terre di Matilde di Canossa (morta nel 1115). Fu incoronato re d'Italia dall'arcivescovo di Milano, Anselmo V Pusterla, il 29 giugno. Tornò in Germania probabilmente intorno al 1131, senza che in Italia fosse riuscito a scalzare Enrico il Superbo, che vi operava per conto di Lotario.
Sia le forze imperiali di Lotario sia quelle dei rivoltosi Staufer (Federico e Corrado) cercarono di impossessarsi di Spira, dato il suo alto valore simbolico: nella cattedrale imperiale di Spira sono infatti conservate le tombe di diversi re della dinastia salica. Attorno a Spira si concentrarono gli scontri tra le due fazioni tra il 1128 e il 1129. Lotario riuscì ad espellere gli Staufer dall'Alsazia. Nel 1131, morì Giuditta, madre di Barbarossa. Fu seppellita nella Hauskloster degli Staufer, l'abbazia di Lorch. È quindi probabile che gli Staufer, dopo l'espulsione dall'Alsazia, risiedessero al castello di Waiblingen, che si trova a circa 6 chilometri a sud di Lorch.
All'inizio degli anni Trenta il conflitto volse al peggio per gli Staufer. Il duca Federico, che era rimasto vedovo, cambiò fronte sposando Agnese di Saarbrücken, nipote del suo antico nemico, l'arcivescovo di Magonza Adalberto. Il matrimonio fu celebrato nel 1131 o l'anno successivo. Nell'ottobre 1134, Federico si presentò a Fulda, scalzo e penitente, pregando la sua parente Richenza di Northeim, moglie di Lotario, di intercedere presso l'Imperatore perché lo perdonasse. Richenza convinse il legato papale a concedere il perdono a Federico. Successivamente, a Bamberga, il 18 marzo 1135, Federico fu costretto a prostrarsi ai piedi di Lotario, ottenendone il perdono anche con l'intercessione di Bernardo di Chiaravalle. Federico promise inoltre di accompagnare il re nella sua seconda campagna in Italia.

### Federico e i Welfen contro re Corrado

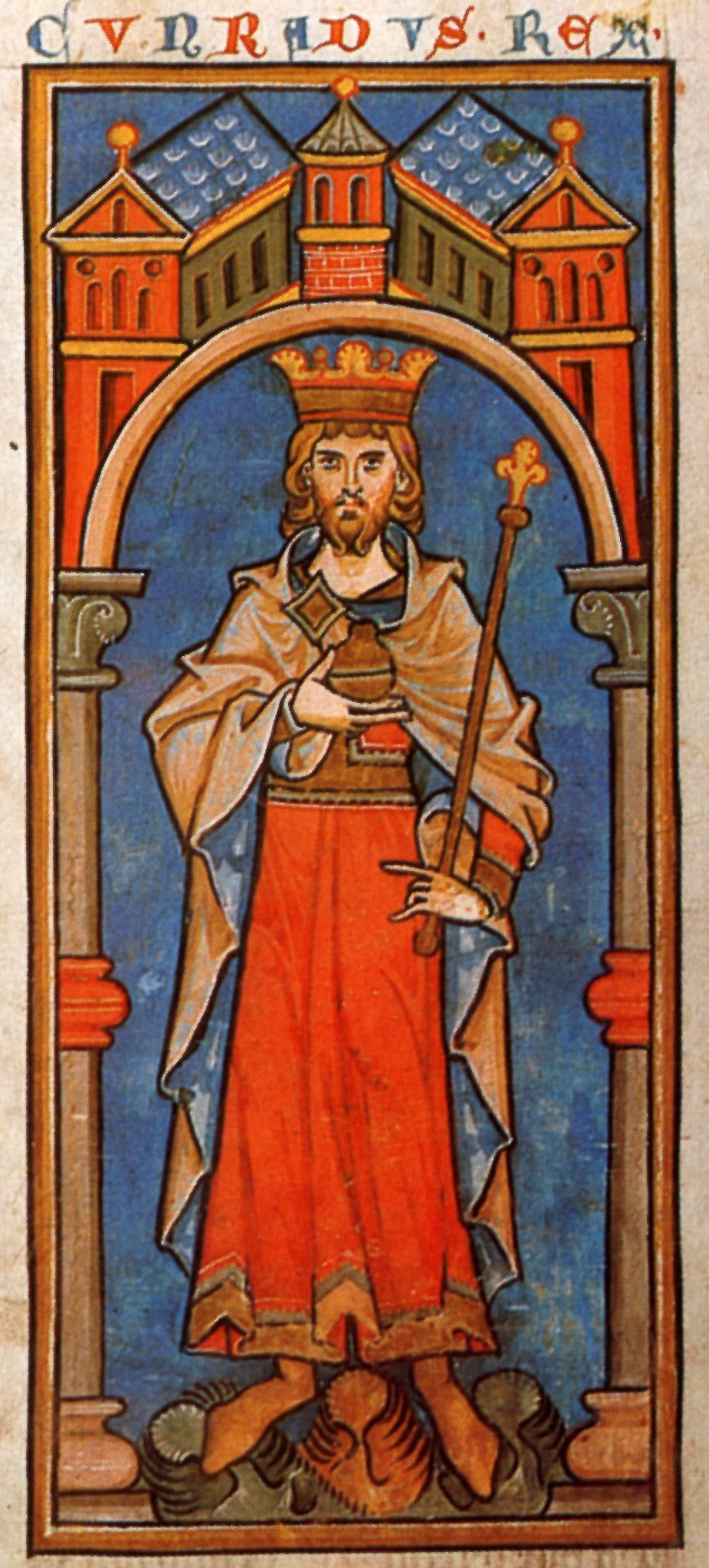
Re Corrado III di Svevia in una miniatura dalla Chronica regia Coloniensis (Bruxelles, Biblioteca reale del Belgio, Ms. 467, fol. 64v). Corrado fu il primo degli Staufer a imporsi come re (e prima come anti-re di Lotario), ma non fu mai incoronato imperatore.

Anche Corrado si arrese a Lotario (a Mühlhausen, nel settembre del 1135). Federico però non accompagnò il re in Italia, al contrario di Corrado, che anzi si distinse come portabandiera del re. Addirittura, Helmold di Bosau, che però scrisse circa trent'anni dopo, riporta che Corrado e Lotario diventarono grandi amici. Lotario morì il 4 dicembre 1337, sulla via del ritorno per la Germania. Suo erede doveva essere Enrico X il Superbo, che però era inviso a molti principi e a papa Innocenzo II. L'elezione era prevista per il 22 maggio 1138 a Magonza, ma alcuni principi e il legato papale, riuniti a Coblenza, scelsero Corrado. Si trattò di un'elezione irregolare, che però fu ratificata a Bamberga tra il 22 e il 23 maggio dal resto dei principi e da Richenza.
L'analfabetismo di Federico Barbarossa si può forse spiegare con l'affermarsi nella casata Staufer di Corrado rispetto al fratello maggiore, il duca Federico. Solo ai potenziali candidati al trono o ai figli destinati alla carriera ecclesiastica era insegnato il latino. Nelle Gesta (1.26), Ottone riporta che l'educazione giovanile del futuro Barbarossa si concentrò nelle pratiche militari. Radevico aggiunge che il Barbarossa adorava combattere. Nel 1142, Federico completò la propria educazione militare alla corte dello zio Corrado, dove peraltro conobbe il figlio illegittimo di Eric II di Danimarca, Sweyn, che poi nel 1152 imporrà come re di Danimarca.
Dopo l'elezione a re, Corrado decise di sottrarre ad Enrico il Superbo i ducati di Baviera e Sassonia. Il contrasto tra Welfen e Staufer si riaccese. Anche in questa fase esso non va inteso come un conflitto tra due compagini familiari compatte. Il Barbarossa, ad esempio, probabilmente risentito con Corrado per l'affermazione di quest'ultimo sul duca Federico in seno agli Staufer, nella contesa prese le parti dello zio, Guelfo VI.
Corrado consegnò la Sassonia ad Alberto l'Orso, nipote, come Enrico il Superbo, di Magnus di Sassonia. In Sassonia scoppiò una guerra civile. Enrico inizialmente prese il sopravvento, ma morì improvvisamente il 20 ottobre 1139. Il ducato di Sassonia, su interessamento di Richenza e di sua figlia Gertrude, fu attribuito al figlio di Enrico il Superbo e di Gertrude, Enrico il Leone, che all'epoca aveva circa 6 anni. Quanto alla Baviera, a marzo o aprile del 1139 Corrado la affidò al fratellastro, il margravio d'Austria Leopoldo IV di Babenberg, il quale però nel 1141 morì. A maggio 1142, Alberto l'Orso rinunciò formalmente alla Sassonia, riconciliandosi con i principi sassoni. Durante i festeggiamenti per la riacquistata pace, Gertrude sposò Enrico Jasomirgott, fratellastro di Corrado ed erede di Leopoldo IV. Enrico il Leone rinunciò alla Baviera, che fu affidata (probabilmente nel gennaio 1143) ad Enrico Jasomirgott.
Secondo la Chronica regia Coloniensis, Barbarossa prese le parti di Guelfo VI, il quale, nella qualità di fratello di Enrico il Superbo, nel 1143, dopo la rinuncia di Enrico il Leone, rivendicò e assaltò la Baviera. Enrico Jasomirgott raccolse un esercito e reagì, punendo i centri che a suo giudizio si erano consegnati a Guelfo. Questi stava per preparare un contrattacco, ma dovette desistere alla notizia dell'imminente arrivo di re Corrado. Il conflitto portò alla distruzione di Dachau (maggio 1143).
L'incongrua alleanza di Federico con Guelfo ha indotto gli studiosi tedeschi a varie spiegazioni: alcuni hanno ipotizzato che il Barbarossa fosse rimasto indignato di fronte alla preferenza di re Corrado verso i Babenberg e all'ingiusto trattamento dei Welfen; altri giungono a rigettare il dettato stesso della Chronica regia Coloniensis. L'alleanza di Federico con Guelfo si può spiegare se si abbandona l'idea moderna di una lotta implacabile tra Welfen e Staufer. Il rapporto di parentela di Barbarossa con Guelfo era più stretto di quello con Enrico Jasomirgott. Né deve sorprendere il fatto che il rapporto con gli zii materni fosse, in generale, più intimo che con gli zii paterni: gli zii materni, infatti, avevano in genere un'età più prossima a quella dei nipoti. Guelfo VI, ad esempio, aveva 6 o 7 anni in più di Barbarossa, mentre Corrado circa 29. Il legame tra Barbarossa e Guelfo avrà modo di estrinsecarsi durante la Seconda crociata, quando i due condivideranno l'accampamento.
Alla metà degli anni Quaranta, i rapporti tra Barbarossa con il padre e lo zio dovettero essere tesi. Ottone di Frisinga riporta due episodi che avrebbe forse omesso, se non fossero stati troppo noti al pubblico.
Il primo caso è del 1146 ed è relativo a Enrico di Wolfratshausen, un nobile con cui Barbarossa sviluppò un'acerrima inimicizia. Ottone racconta che certi nobili, riuniti fuori da Wolfratshausen, in Baviera, nei pressi di Monaco, furono attaccati da Barbarossa e i suoi compagni. I Bavaresi riuscirono a trovare rifugio, ma uno di loro, il conte di Dachau Corrado II, fu preso prigioniero. Federico fu invitato dai suoi a richiedere un cospicuo riscatto, ma avendo Corrado combattuto con valore, fu liberato dal Barbarossa. Ottone non spiega le ragioni dell'avversione di Federico verso Enrico di Wolfratshausen ed evita di menzionare che il padre di questi era zio materno di Gertrude di Sulzbach, moglie di Corrado III.
Il secondo caso è relativo ad un altro acerrimo nemico di Barbarossa, il duca di Zähringen Corrado. Nel 1146, Federico si impossessò di Zurigo, per poi assediare il castello di Zähringen. Corrado si recò da supplice dal duca Federico e da re Corrado III perché imponessero la pace, ma Ottone non racconta come si concluse la contesa.

### Il matrimonio con Adelaide di Vohburg
È possibile che il primo matrimonio di Barbarossa, quello con Adelaide di Vohburg, celebrato nei primi mesi del 1147, sia stato imposto da re Corrado per comporre il conflitto con Corrado di Zähringen. Nulla si sa di eventuali relazioni extramatrimoniali di Federico prima delle nozze, anche se c'è il sospetto che il monaco certosino Teodorico di Silve-Bénite (nato forse nel 1145 e morto nel 1205), che sarà poi suo familiarissimus, impiegato per più di vent'anni in varie missioni diplomatiche presso papa Alessandro III, fosse suo figlio naturale.
Nonni materni di Adelaide erano Ladislao Ermanno, duca di Polonia e membro della dinastia dei Piasti, e Giuditta Maria di Baviera, figlia dell'imperatore Enrico III il Nero. Padre di Adelaide era invece il margravio Dieopoldo III, che insieme a Berengario I di Sulzbach (padre di Gertrude, regina consorte di Corrado III) fu all'inizio del secolo accanto a Enrico V di Franconia nella sua ribellione contro il padre.
Adelaide si presentava dunque come un partito adeguato per Federico. La scelta di Adelaide lascia però perplessi, in quanto, stando ad una cronaca trecentesca proveniente dall'abbazia di Waldsassen, Federico avrebbe ricevuto in dote l'Egerland (regio Egere), una regione fittamente boscosa intorno a Eger (oggi Cheb, in Cechia, vicino al confine con la Baviera). La perplessità nasce dalla considerazione che l'Egerland fu fino al 1154 (al più tardi) nelle mani di Federico IV di Svevia (il secondogenito di Corrado III) e non passò al Barbarossa che con la morte dello stesso (1167). È assai probabile, in ogni caso, che al 2 marzo 1147, data in cui re Corrado III pose l'abbazia di Waldsassen sotto la protezione reale (un atto di cui il "giovane duca" e futuro Barbarossa risulta testimone), Adela e Federico fossero già sposi.

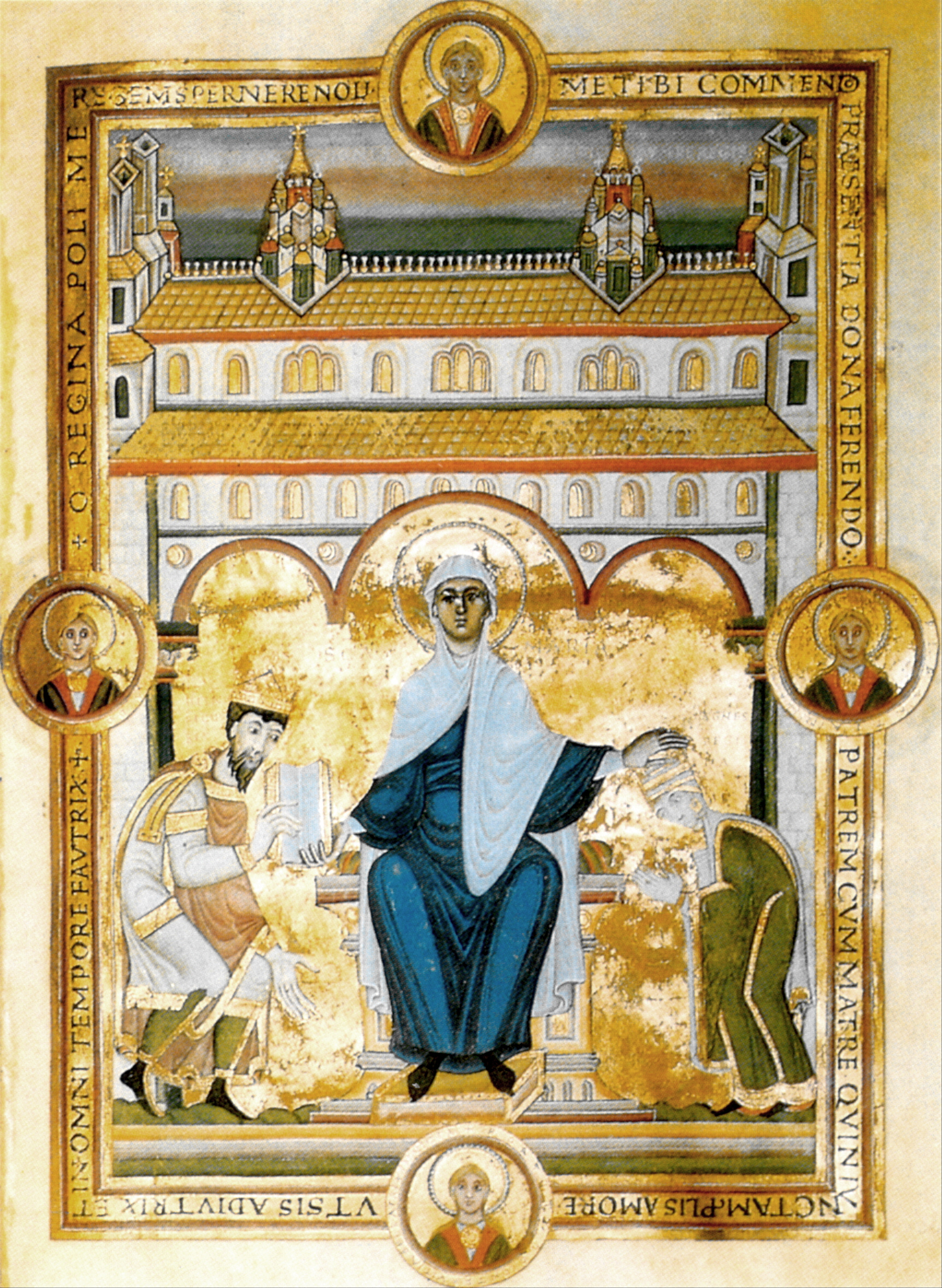
L'imperatore Enrico III il Nero e la moglie Agnese di Poitou rendono omaggio alla Vergine Maria di fronte al Duomo di Spira (folio 3 del Codex Aureus Escorialensis, XI secolo). I due erano trisnonni di Federico e bisnonni di Adelaide di Vohburg. Questa consanguineità fu la ragione ufficiale dell'annullamento delle nozze tra Federico e Adelaide.

I rapporti di Diepoldo III (che era cugino di Corrado di Zähringen e in stretti rapporti con i Sulzbach, tutti in rapporti ostili con il Barbarossa) fanno pensare che re Corrado III imponesse le nozze come strumento di pacificazione interna, in particolare in vista della partenza per la Seconda crociata e specialmente a tutela dei rapporti del Barbarossa con Enrico Berengario (il figlio di Corrado e Gertrude). Nessuna delle fonti coeve riporta però dove, quando o perché i due si fossero sposati. Questo silenzio fa pensare che la politica matrimoniale di Corrado III non fosse andata a buon fine. Il 4 marzo 1153, quasi un anno dopo l'incoronazione di Federico a re di Germania, il matrimonio con Adelaide fu annullato nella cattedrale di Costanza da due legati papali e dal vescovo Ermanno.
Da nessuna fonte è possibile ricavare che Adelaide partecipasse all'incoronazione del Barbarossa del 9 marzo 1152 ad Aquisgrana o che fosse mai incoronata regina. È quindi possibile che i due fossero già separati al momento dell'incoronazione. Nelle Gesta di Ottone c'è solo un vago riferimento ad Adelaide, di cui non si fa comunque il nome; Ottone, però, spiega (2.11) che l'annullamento fu dovuto alla consanguineità tra i due e che Federico si era immediatamente messo in cerca di una seconda moglie.
Che davvero la consanguineità fosse alla radice dell'annullamento delle nozze è quanto meno dubbio. È vero che il rapporto di parentela era in punta di diritto troppo stretto (Enrico III il Nero e Agnese di Poitou erano trisnonni di Federico e bisnonni di Adelaide); in precedenza, però, papa Eugenio III aveva negato l'annullamento del matrimonio tra il re di Francia Luigi VII ed Eleonora d'Aquitania. Non solo: la seconda moglie di Barbarossa, Beatrice di Borgogna, era con lui imparentata più strettamente di quanto lo fosse Adelaide, ma nessuno obbiettò. E ciò senza contare che questa consanguineità tra Federico e Adelaide non poteva non essere nota al momento delle nozze.
Dopo l'annullamento delle nozze con Federico, Adelaide sposerà Dietho di Ravensburg. Difficile risulta immaginare che il matrimonio fosse annullato perché infecondo: tanto Federico quanto Adelaide avranno figli dai successivi coniugi. Cronache posteriori accuseranno Adelaide di fornicazione e adulterio, adducendo peraltro come prova indiretta il successivo matrimonio con Dietho, un semplice ministeriale dei Welfen. Tali accuse erano quasi certamente infondate: fosse stata davvero adultera, Adelaide sarebbe stata rinchiusa in convento dalla famiglia; l'adulterio non era poi ragione di annullamento e al coniuge tradito non era permesso risposarsi. Più probabilmente, il matrimonio fu annullato per ragioni politiche. Federico era in cerca di un partito più adatto, che gli portasse in dote territori più prossimi alla sua area di origine. Soprattutto egli intendeva sottrarsi a quei rapporti con i Sulzbach, impostigli da Corrado.
Il destino di Adelaide resta, in ogni caso, inspiegabile. Non è chiaro infatti perché ripiegasse su un semplice ministeriale per le sue seconde nozze, né perché non le venisse restituita la dote, com'era normale in questi casi.

### Partecipazione alla Seconda crociata

Spedizioni e scontri nella Seconda crociata

La caduta di Edessa del dicembre del 1144 diede origine all'organizzazione della Seconda crociata. Verso la fine del 1146, Bernardo di Chiaravalle riuscì a convincere Guelfo VI a partire per la Terrasanta. Il 27 dicembre, Bernardo riuscì a persuadere anche re Corrado III. In vista della partenza, Corrado III fece eleggere re il figlio, Enrico Berengario, incoronato il 30 marzo 1147 (di fatto, però, non succederà mai al padre). Federico decise di aggregarsi al re ed entrò perciò in contrasto con il padre. Il duca Federico, ormai moribondo, era particolarmente contrariato con il re, suo fratello, per aver appoggiato una scelta effettivamente assai rischiosa, quella di partire per terre lontane senza aver provveduto a guadagnarsi un erede. È possibile che Federico accettasse di sposare Adelaide di Vohburg per placare l'ira del padre.
Dopo la morte del duca Federico, il Barbarossa gli successe come Federico III di Svevia, il 4 o il 6 aprile 1147.
La Seconda crociata fu bandita da papa Eugenio III e vi partecipò, oltre a Corrado III, anche Luigi VII di Francia. Dell'impresa sono più noti i fatti che riguardano la spedizione francese: mentre Ottone di Frisinga, che pure della crociata fu testimone oculare, nelle sue Gesta decise di sorvolare, anche a motivo dell'esito estremamente deludente, il cronista Oddone di Deuil, cappellano di Luigi, diede un dettagliato resoconto della spedizione (De profectione Ludovici VII in Orientem), che offre però solo informazioni frammentarie sui tedeschi. Si sa ad esempio che Federico, nell'agosto del 1147, fu incaricato da re Corrado di riacquisire i beni di un crociato tedesco che, ammalato e in via di recupero in un monastero nei pressi di Adrianopoli, era stato lì assassinato. Sappiamo poi che Federico e lo zio, Guelfo VI, accampati in collina, riuscirono a scampare ad un'inondazione che invece devastò il resto dell'armata.
Il 9 settembre Corrado giunse a Costantinopoli, ma non entrò in città e non incontrò l'imperatore Manuele I Comneno. Alla fine del mese, i tedeschi passarono il Bosforo e raggiunsero Nicea. Corrado e il grosso delle forze lasciarono Nicea il 15 ottobre, con l'intenzione di raggiungere Iconium, passando per Dorylaeum, in un'area fuori del controllo tanto dei Greci quanto dei Turchi. L'armata, nel suo avanzamento, era continuamente impegnata dai Turchi in estenuanti attacchi. Corrado decise di rientrare a Nicea, avendo peraltro sottostimato i tempi di attraversamento e sovrastimato la possibilità di ottenere rifornimenti. La retroguardia fu travolta e lo stesso Corrado ferito in battaglia. Federico fu inviato in ambasciata da Luigi VII per informarlo della disfatta e organizzare un incontro.

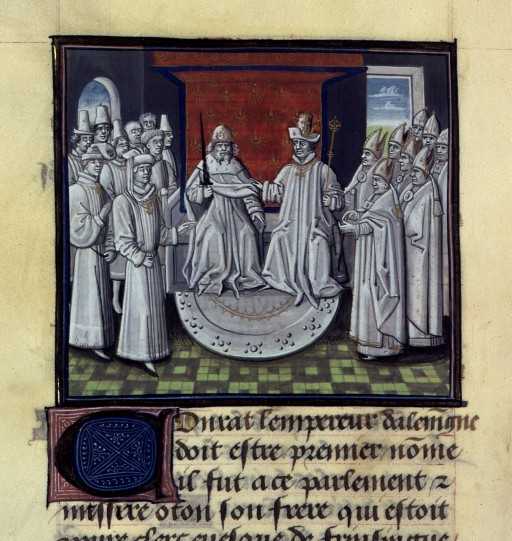
Al concilio di Acri del 24 giugno 1148 i cristiani stabilirono di assediare Damasco (miniatura da un'edizione quattrocentesca della Historia rerum in partibus transmarinis gestarum di Guglielmo di Tiro)

I due re si incontrarono a Nicea e decisero di unire le forze. Corrado passò il Natale a Efeso, dove contrasse la malaria. Lì ricevette la visita di Manuele Comneno e Berta di Sulzbach (cognata di Corrado che, in vista del matrimonio con l'imperatore d'Oriente, il re aveva adottato e che in Oriente aveva adottato il nome Irene). Luigi proseguì da solo, mentre Corrado (probabilmente accompagnato da Federico) fu trasportato in nave a Costantinopoli. Manuele fornì a Corrado del denaro per mettere su una nuova armata. I due sovrani concordarono di organizzare una spedizione contro Ruggero II di Sicilia da effettuare al rientro di Corrado dalla Terrasanta. I tedeschi rimasero a corte fino al 7 marzo 1148.
Navi bizantine condussero Corrado, Federico, Enrico Jasomirgott e Guelfo VI, a San Giovanni d'Acri (11 aprile). Dopo Pasqua giunsero a Gerusalemme, dove Federico ebbe occasione di ammirare l'operato degli Ospitalieri. Il 24 giugno 1148, a Palmarea, presso Acri, si riunirono i capi cristiani (vedi Concilio di Acri): re Baldovino III e la regina madre Melisenda, Corrado e Luigi, Ottone di Frisinga, Federico, Enrico Jasomirgott e Guelfo VI. Lì decisero di assediare Damasco. L'assedio di Damasco fu breve (24-28 luglio) e Federico, stando a Gisleberto di Mons (che però scrisse circa 50 anni dopo), si distinse. L'8 settembre Corrado salpò da Acri per fare ritorno a Costantinopoli.
A Costantinopoli Enrico Jasomirgott sposò Teodora Comnena, nipote di Manuele. Il matrimonio fu siglato per saldare l'alleanza tra i Babenberg e i Bizantini contro il Regno d'Ungheria di Géza II.
Prima di partire, Corrado e Federico ribadirono a Manuele la promessa fatta l'anno precedente di attaccare Ruggero II. In particolare, l'imperatore d'Oriente insisté sul fatto che le terre di Italia rappresentavano la dote di Berta/Irene e che quindi gli spettavano (qui la parola Italia non rinviava quasi certamente alla penisola italiana, ma agli ex possedimenti bizantini nel Meridione, sottratti dai Normanni).
Federico rientrò in Germania attraversando Bulgaria e Ungheria, giungendo nell'aprile del 1149. Corrado invece si trattenne in Grecia per riprendersi dalla malattia, per poi rientrare nei territori imperiali a Pola e raggiungere infine Ratisbona, dove, tra il 29 maggio e il 1º giugno, si tenne un'assemblea.
Nell'autunno del 1149, voci sull'intesa tra Corrado e Manuele giunsero a Roma: papa Eugenio III era contrario ad un ritorno dei Bizantini nel Sud Italia. La malattia di Corrado e la ribellione di Guelfo VI impedirono che la spedizione in Italia si concretizzasse e in ogni caso qualsiasi sviluppo di un'alleanza tra i due imperi era irrealistico, dato che né Corrado né Manuele poteva trarre vantaggio da un'alleanza che rischiava di mettere il Sud Italia nelle mani dell'alleato.
La Seconda crociata era stata un disastro, ma Federico apprese dalla disfatta la necessità di attenti preparativi. Solo cinque mesi erano passati da quando Conrado aveva preso la croce a Spira (28 dicembre 1146) e la sua partenza da Ratisbona (alla fine del maggio 1147). Quando invece organizzerà la Terza crociata, 40 anni dopo, Federico dedicò un anno ai preparativi, inclusi i contatti diplomatici.
Al di là del suo esito, la Seconda crociata mise in evidenza tutti i nodi che sarebbero stati poi al centro dell'attività di Federico prima in veste di re dei Romani e poi imperatore. Tali nodi erano la restituzione del Ducato di Baviera ad Enrico il Leone, i rapporti con l'Ungheria, la questione italiana (in cui si mescolavano gli interessi del Papa, dei Bizantini e dei Normanni), il confronto conflittuale tra Spada e Trono (con il Papa stretto dalla renovatio Senatus di Arnaldo da Brescia).

### La ribellione di Guelfo

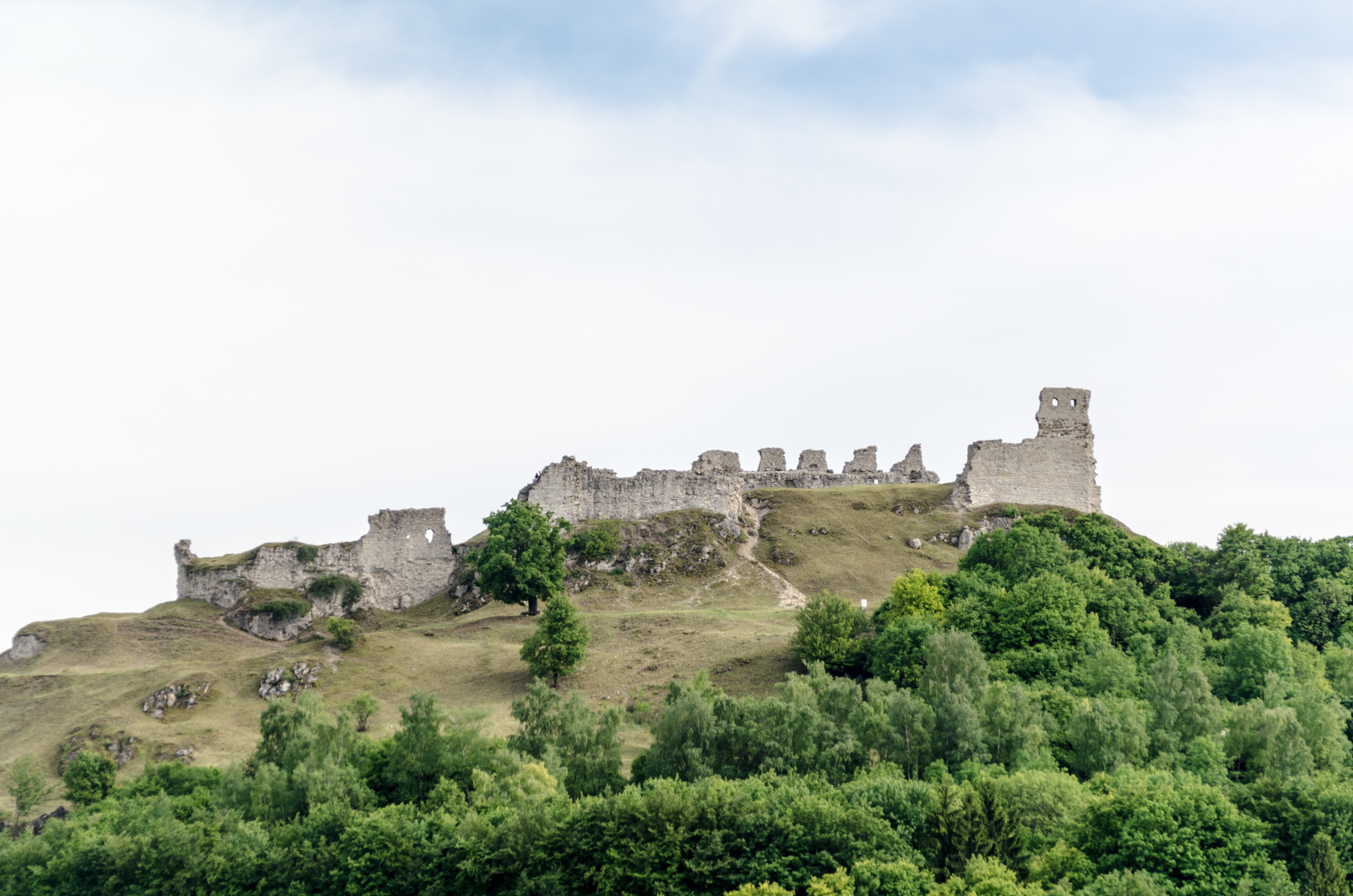
Rovine del castello di Flochberg. La battaglia di Flochberg del 1150 vide confrontarsi Enrico Berengario e le forze di Guelfo VI. Quest'ultimo, d'intesa con Ruggero II di Sicilia, intendeva mettere l'Impero a ferro e fuoco per indebolire la posizione di re Corrado III.

Quando l'intesa tra Corrado e Manuele fu percepita anche da Ruggero II, questi ravvivò il suo rapporto con Guelfo VI e Géza II d'Ungheria. Guelfo, dopo i rapporti turbolenti con Corrado per il problema della Baviera, aveva partecipato alla crociata al fianco del re, ottenendo parte dei doni che i tedeschi avevano ottenuto dall'imperatore Manuele. A Damasco non partecipò all'assedio, protestando un malore, reale o simulato. Di ritorno in Germania, Guelfo passò dalla Sicilia di Ruggero II, che lo accolse assai amichevolmente, cercando di convincerlo a tradire Corrado. Stando alla anonima Historia Welforum, sia Ruggero sia Géza avevano foraggiato Guelfo con grandi quantità di denaro, ottenendone in cambio incursioni in Baviera, in Svevia e lungo il Reno, in modo da scongiurare attacchi del re all'Ungheria o alla Sicilia. Nulla si sa del ruolo di Federico in questo contesto.
Quando Guelfo passò poi da Roma (inverno 1148-1149), i senatori del Comune arrestarono alcune persone del suo seguito, scoprendo alcune lettere di Ruggero, indirizzate a Federico, Enrico il Leone, Corrado di Zähringen e il figlio di questi, Bertoldo IV; in esse, il re normanno invitava tutti costoro ad associarsi a Guelfo nella rivolta. Con tutta probabilità le lettere non giunsero ai rispettivi destinatari, ma è importante il fatto che Ruggero, dopo aver interloquito con Guelfo, abbia ritenuto di scrivere proprio a questi personaggi, probabilmente convinto di avere qualche possibilità di indurli alla ribellione. Nell'agosto 1149, Luigi VII di Francia, anch'egli di passaggio dal Regno di Sicilia, indispettito dall'esito negativo della crociata, che egli attribuiva al comportamento di Manuele, si alleò con Ruggero. Questi, dal canto suo, avanzava offerte di tregua a papa Eugenio III, con anche l'idea di aiutarlo a liberarsi del Comune romano.
Federico si proposte come figura di mediazione tra i suoi due zii, quello paterno (Corrado) e quello materno (Guelfo). Giunto in Germania, Guelfo aveva invaso le terre di Enrico Berengario e Federico di Rothenburg. Quando Guelfo attaccò il castello di Flochberg, tra Nördlingen e Bopfingen, il giovane Enrico Berengario lo sconfisse (8 febbraio 1150), catturando 300 cavalieri di parte Welfen. Corrado poteva forse decidere di approfittare del momento per schiacciare il ribelle Guelfo (così gli consigliava Wibaldo di Stavelot), ma anche per il sopraggiungere della Quaresima si optò per una assemblea dove trovare un accordo. L'assemblea si tenne forse a Langenau, il 24 settembre 1150. Guelfo rinunciò ad ulteriori attacchi, ottenendo la restituzione dei prigionieri.
La questione della Baviera rimaneva in piedi. Enrico il Leone, a partire dal 1150, prese a dichiararsi duca di Baviera e di Sassonia (la Baviera era ancora nelle mani di Enrico Jasomirgott). Corrado, nel 1151, cercò, senza riuscirvi, di conquistare Brunswick, centro dei possedimenti sassoni del Leone, nel mentre impegnato in Svevia contro Jasomirgott.

### Morte di Corrado e ascesa al trono di Federico

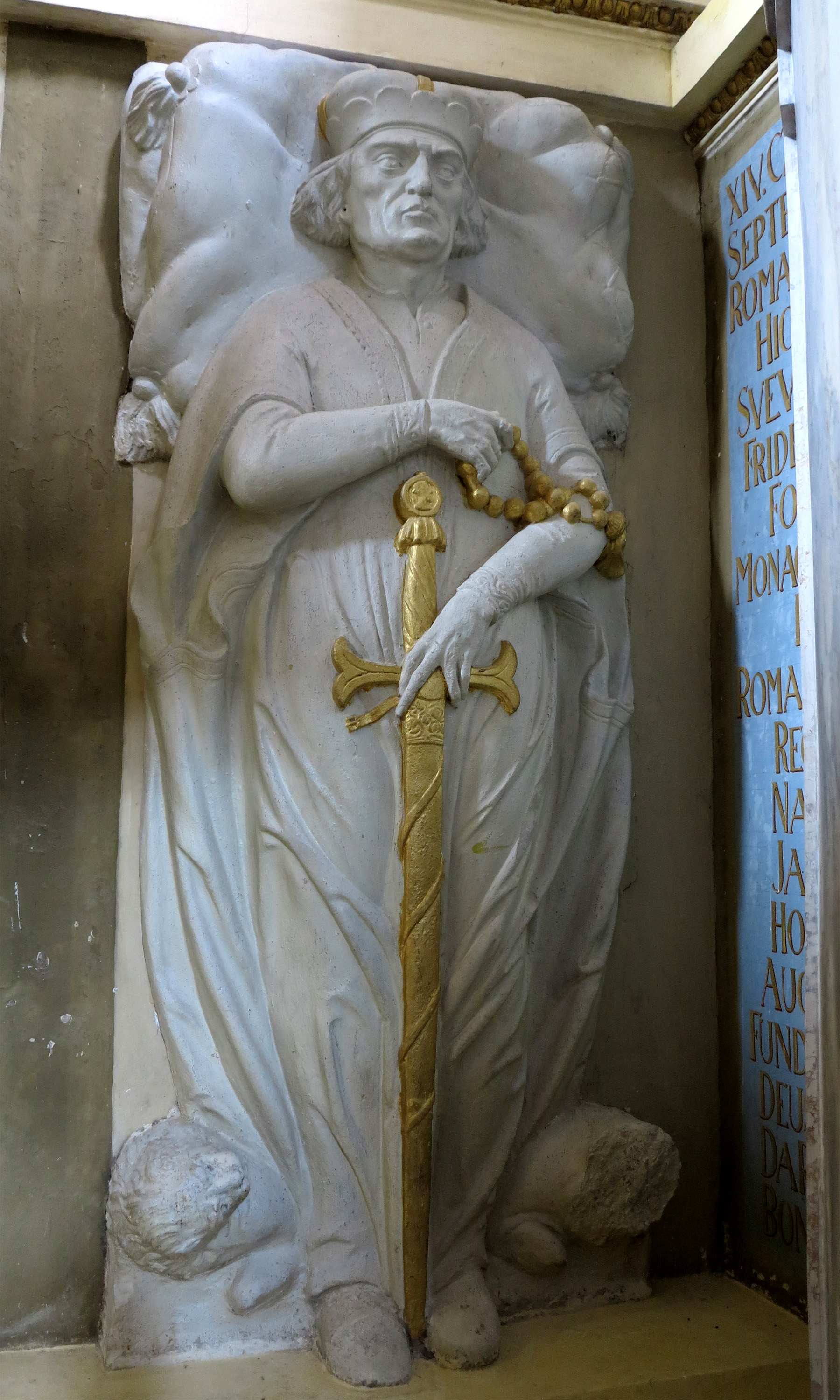
Tomba di Federico IV di Svevia (Federico di Rothenburg) nella chiesa abbaziale di Ebrach. Federico, figlio di Corrado III e cugino del Barbarossa, fu sorprendentemente escluso dalla successione al padre sul trono tedesco in favore del Barbarossa.

Il 17 settembre 1151, un'assemblea di principi a Würzburg giurò di accompagnare Corrado per la sua discesa a Roma e di attaccare il Regno di Sicilia di Ruggero II dopo l'incoronazione imperiale. La partenza fu fissata per l'8 settembre 1152. Corrado però era prossimo alla morte. Nel 1150, aveva perso il figlio maggiore, Enrico Berengario, che era già stato associato al trono e incoronato nel 1147 (quando aveva solo 10 anni). Gli restava il secondo figlio, Federico (cugino del Barbarossa), il quale, essendo nato nel 1144, aveva solo 7 anni.
La fonte principale dell'elezione e dell'incoronazione del futuro Barbarossa è lo zio Ottone di Frisinga, testimone oculare degli avvenimenti. Secondo il suo racconto, Corrado, pur malato, si diresse a Bamberga per tenervi corte, ma lì morì. La gente del suo seguito avrebbe voluto seppellirlo nell'abbazia di Lorch, ma il clero locale insisté perché riposasse nel duomo di Bamberga, accanto a Enrico II, canonizzato solo qualche anno prima, nel 1146. Prima di morire, sempre secondo Ottone, Corrado aveva preferito consegnare le insegne reali e il destino del figlio (troppo giovane e indifeso) nelle mani del nipote.
Ottone rimarca poi (in modo alquanto sospetto) la natura elettiva e non ereditaria della carica di rex Romanorum. La decisione unanime verso Federico sarebbe sorta sia per il valore militare che aveva mostrato in più occasioni sia in quanto rampollo tanto dei Welfen quanto degli Staufer, le due famiglie che avevano "spesso disturbato la pace dello Stato". Le motivazioni addotte da Ottone si scontrano con l'altra notizia secondo cui sarebbe stato lo stesso Corrado a raccomandare il Barbarossa come erede. Tale raccomandazione, di per sé del tutto sufficiente, non spiega le parole di Ottone, secondo il quale i principi avevano scelto Barbarossa "non per avversione nei confronti di Corrado, ma [...] in vista di un interesse generale" (Gesta, 2.1-2), cioè la fine degli scontri tra Welfen e Staufen, e l'avvento della pace interna nell'Impero.
L'elezione di Federico a Francoforte ebbe luogo già il 4 marzo, pochissimo tempo dopo la morte di Corrado (del 15 febbraio). Le elezioni di Lotario nel 1125 e di Corrado nel 1138 erano state di gran lunga meno rapide e anzi l'elezione del Barbarossa fu la più rapida tra tutte le elezioni al trono tedesco tra il 911 (elezione di Corrado I di Franconia) e il 1254 (fine del regno di Corrado IV, l'unico figlio di Federico II). Il racconto di Ottone, da cui risulterebbe che la scelta del futuro Barbarossa facesse capo ad una scelta di Corrado, risulta poco affidabile. La scelta deve essere invece maturata nel collegio dei principi e in particolare in seno al partito svevo, che non mancò di assicurare la posizione del giovanissimo figlio di Corrado, compensato con la dignità ducale di Svevia (con il nome Federico IV) e con possedimenti franconi a Rothenburg sul Tauber (per questo sarà poi indicato anche come Federico di Rothenburg). A Francoforte la questione dell'elezione si risolse, così sembra, anche grazie a un compromesso: il cugino di Federico, il duca di Sassonia Enrico il Leone, della stirpe dei Welfen, anch'egli pretendente al trono, rinunciò in cambio della promessa della sovranità sul ducato di Baviera.
Dopo i giuramenti di Francoforte, Federico raccolse alcuni uomini fidati e si diresse immediatamente ad Aquisgrana, imbarcandosi sul Meno e poi sul Reno, giungendo a Sinzig, a nord di Coblenza. Da lì proseguì a cavallo fino ad Aquisgrana. Nel complesso, in soli tre giorni Federico e il suo seguito coprirono una distanza di più di 300 chilometri. Il duca di Svevia fu accompagnato alla cappella di Carlo Magno e lì, il 9 marzo 1152, fu incoronato dall'arcivescovo Arnoldo di Wied, già cancelliere di Corrado, assumendo il nome di Federico I. Aveva circa trent'anni.

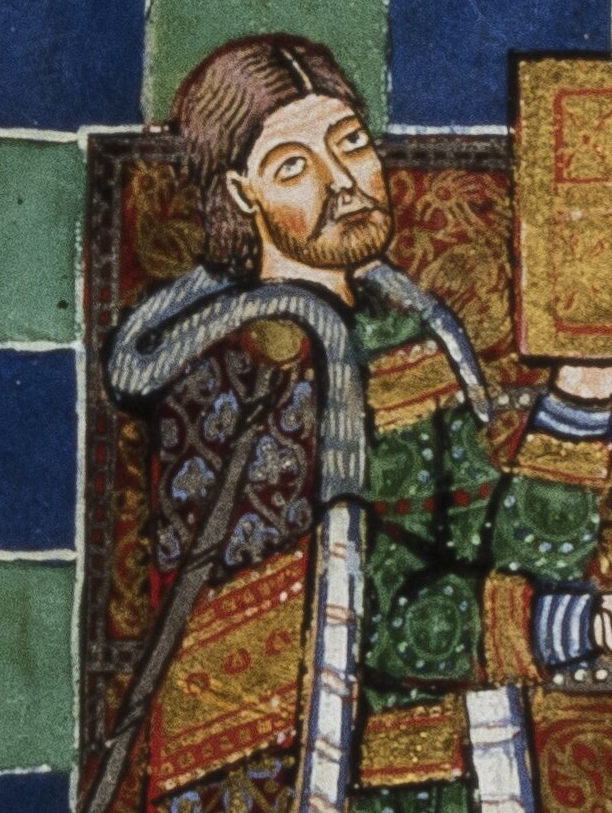
Enrico il Leone ritratto nel cosiddetta Evangeliario di Enrico il Leone. La restituzione del ducato di Baviera ad Enrico, dopo che Corrado III l'aveva sottratto ad Enrico il Superbo (padre del Leone), fu uno dei problemi che Barbarossa ereditò dal predecessore al momento di salire al trono.

Ottone (Gesta, 2.3) attesta lo stupore destato dal fatto che un così grande numero di principi fosse stato in grado di radunarsi ad Aquisgrana con così poco preavviso, alcuni persino dalla Gallia occidentale, dove notizia della prossima incoronazione si supponeva non fosse ancora giunta. Mentre non esiste documentazione relativa ai giuramenti di Francoforte, tra il 9 e il 14 marzo il nuovo re emise quattro privilegi, i cui testimoni sono forse anche coloro che presenziarono all'incoronazione. Tra i principi che firmarono i primi privilegi fredericiani sono alcuni principi occidentali (presumibilmente il contingente della Gallia occidentale menzionato da Ottone): Goffredo III di Lovanio ed Enrico II di Limburgo (i due si contendevano il ducato della Bassa Lorena); Gerardo (fratello di Enrico di Limburgo); Enrico di Namur (il Cieco); il vescovo di Liegi Enrico (Henri van der Leyen); Wibaldo di Stavelot; Corrado di Dalhem. Figurano poi i vescovi che assistettero Arnoldo di Wied all'incoronazione: il vescovo di Treviri Hillin di Falmagne, lo stesso Ottone di Frisinga, il vescovo di Münster Federico di Are, il vescovo di Basilea Ortlieb di Froburg, il vescovo di Costanza Ermanno di Arbon, il vescovo di Bamberga Eberardo di Otelingen. Ancora, figurano i membri del seguito di Federico: Guelfo di Ravensburg (da identificare con Guelfo VI), Enrico il Leone, Mattia I di Lorena (marito di Berta di Hohenstaufen, sorella del Barbarossa), Alberto l'Orso (indicato come margravio di Brandeburgo, anche se fu solo nel 1157 che ottenne effettivo controllo dell'area). Spicca l'assenza di Enrico Jasomirgott.
Cronache successive a quella di Ottone mostrano un quadro meno lineare dell'elezione, dando a intendere che il regno era stato sottratto al figlio di Corrado con l'inganno, nonostante gli sforzi del re di passarlo al figlio. In particolare, Gisleberto di Mons (che scrisse negli anni Novanta del XII secolo), riporta che i principi non riuscivano a trovare un accordo, finendo poi per selezionare quattro nomi, tra cui quello del duca Federico, il quale avrebbe ingannato gli altri tre con una serie di false promesse, imponendo la propria affermazione forte di un esercito di 3 000 uomini raccolti intorno a Francoforte. Federico, racconta Gisleberto, si sarebbe poi recato in fretta e furia a Spira, dove fu incoronato. La versione di Gisleberto è senz'altro scorretta, ma mostra i dubbi che già i cronisti dell'epoca nutrivano rispetto alla versione di Ottone.
La stessa tenera età di Federico, il figlio di Corrado III, non spiega l'esclusione: Ottone II fu eletto quando aveva cinque anni, Ottone III quando ne aveva tre, Enrico III quando ne aveva nove, Enrico IV quando ne aveva tre, Corrado quando ne aveva tredici, Enrico Berengario (il mancato Enrico VI) quando ne aveva dieci. Lo stesso figlio del Barbarossa, Enrico il Crudele, sarà eletto a sei anni. Ciò che distingue questi re è il fatto che furono eletti mentre il padre era in vita, potendo così assicurare la successione. Federico di Rothenburg sarà l'unico tra gli eredi al trono germanico o francese a non ottenere la successione in tutto l'arco dell'Alto Medioevo. La versione di Ottone ha quindi sapore apologetico di fronte ad un'autentica ingiustizia: per questo, osserva lo storico John Freed, il cronista insiste sul fatto che fu lo stesso Corrado a indicare il Barbarossa, ma anche sull'utilità generale di questa scelta e sul carattere elettivo della carica.
Altrettanto sospetto è il fatto che l'elezione di Federico al trono fu raccontata in modi diversi all'Imperatore d'Oriente e al Papa. In una sua lettera del 1153 a Manuele Comneno, stilata da Wibaldo di Stavelot, Barbarossa dichiara di essere stato indicato come nuovo re da Corrado III. Sicuramente il Barbarossa doveva proporre questa versione alla corte bizantina, dove l'imperatrice Irene (Berta di Sulzbach, figlia adottiva di Corrado) doveva nutrire sospetti sull'esclusione di Federico di Rothenburg. Lo stesso Wibaldo, invece, nelle lettere ufficiali e private destinate a papa Eugenio III, descrisse un'elezione in cui Corrado non aveva alcun ruolo e tutto era stato fatto sulla base dell'unanime scelta dei principi. È poi possibile che la scelta di seppellire Corrado a Bamberga invece che a Lorch dipendesse proprio dalla fretta che Federico aveva di sistemare la propria posizione. È stata anche avanzata l'idea che l'incontro a Francoforte fosse già stato organizzato dallo stesso Corrado per stabilire la successione del figlio Federico, in preparazione del viaggio a Roma per l'incoronazione imperiale. Francoforte, del resto, non era mai stato luogo di elezione reale se non per Enrico Berengario nel 1147. Persino la data del 9 marzo, il giorno dell'elezione del Barbarossa, una domenica, era forse il giorno scelto da Corrado per l'elezione di Enrico Berengario. Tutto ciò spiegherebbe come tanti principi fossero stati in grado di raccogliersi a Francoforte e poi ad Aquisgrana nonostante il breve preavviso. Può anche essere che Corrado, al corrente delle intenzioni del nipote, si arrendesse ai suoi piani per proteggere il figlio. Tutte queste ipotesi si scontrano con l'assenza di legati papali alla prospettata elezione.
Federico I mostrò subito di volere rafforzare l'autorità imperiale: nel marzo del 1153 indisse una dieta a Costanza, cui parteciparono anche gli ambasciatori di papa Eugenio III. Ai legati del Papa Federico espresse la convinzione che potere politico e spirituale potessero collaborare su un piano di parità; ribadì i suoi diritti in materia di elezione dei vescovi tedeschi, ma allo stesso tempo assicurò di volere rispettare prestigio e potenza della Chiesa in cambio della promessa di essere incoronato imperatore; fu anche stabilito che nessun territorio della penisola italiana doveva essere ceduto a Manuele I Comneno e anzi si presero misure per scacciarlo dalla penisola. Tra il 1153 e il 1155 tra gli ambasciatori di Federico e di Manuele I Comneno vi erano stati incontri diplomatici che prevedevano anche un possibile matrimonio tra Federico e la nipote dell'imperatore d'Oriente, la principessa Maria Comnena, figlia di Isacco, fratello di Manuele; il matrimonio però non ebbe luogo. Morto Eugenio III pochi mesi dopo la dieta, le conclusioni furono confermate dal suo successore, papa Anastasio IV.

### Regno dei Romani
Il primo problema che Federico dovette risolvere fu l'assegnazione della Baviera al cugino Enrico il Leone. Il duca di Baviera, Enrico Jasomirgott, che aveva ricevuto il ducato da Corrado III, non voleva consegnarlo a Enrico il Leone. Federico convocò diverse diete per discutere del problema, ma Jasomirgott non si presentò, né a Würzburg, nel 1152, né a Worms, né a Spira, nel 1153. Infine a Goslar, il 3 giugno del 1154, con Jasomirgott sempre assente, il ducato fu assegnato a Enrico il Leone e l'investitura ufficiale avvenne a Ratisbona, nell'ottobre del 1155, dopo il rientro di Enrico il Leone dalla campagna d'Italia. Ma il problema fu risolto solo l'anno dopo (1156), sempre a Ratisbona, dopo che a Enrico Jasomirgott fu assegnato il ducato d'Austria, completamente indipendente dalla Baviera.
In quell'anno era morto il conte palatino del Reno e Federico elevò a quella carica il proprio fratellastro, Corrado Hohenstaufen, che aveva ereditato i possedimenti paterni in Franconia. E, sempre in quell'anno, Federico nominò l'ecclesiastico Rainaldo di Dassel, futuro arcivescovo di Colonia, cancelliere imperiale.
Dopo che Enrico il Leone duca di Baviera e Sassonia, nel 1159, aveva rifondato la città di Lubecca, concedendole un'ampia autonomia locale e esonerando i mercanti dal pagamento di tasse e pedaggi, l'imperatore Federico, intervenendo prima a confermare, poi ad ampliare e quindi a prorogare le concessioni di Enrico il Leone, mise le basi affinché Lubecca divenisse una città imperiale, libera dalle influenze paralizzanti dei feudatari, e che, in seguito, avesse un ruolo determinante nella Lega anseatica, e diventasse una delle città principali della Lega. Nel 1162 assediò e rase al suolo la città di Milano, per intimare i comuni italiani ad accettare la Constitutio de regalibus.
Enrico il Leone, mentre Federico combatteva in Italia, si prodigò a costruire uno stato efficiente e forte nella Germania nord-orientale. Dopo avere preso sotto la sua protezione il re di Danimarca Valdemaro Enrico intraprese con sistematicità la conquista delle terre slave dei Vendi, sulla sponda orientale dell'Elba. Oltre a conquistare il territorio dei Vendi Enrico ridusse le libertà dei nobili sia in Sassonia sia in Baviera.
Verso il 1170, cominciarono gli screzi tra Federico e il cugino Enrico il Leone, sia per le proprietà dello zio di entrambi, Guelfo I di Toscana, in Italia, comprate da Federico che pur sapeva che le stava trattando Enrico, che al momento era in Terra santa, sia per le buone relazioni tra Enrico e Manuele I Comneno, che però aiutava i lombardi, ed Enrico II d'Inghilterra, che però parteggiava per il papa Alessandro III. Comunque l'ultimo incontro amichevole tra i due avvenne a Ratisbona, nel 1174. L'incontro successivo, a Chiavenna, nella primavera del 1176, a detta dei cronisti fu tumultuoso (Enrico aveva rifiutato di mandare truppe in aiuto a Federico che si trovava in difficoltà in Lombardia) e i due si lasciarono da nemici.

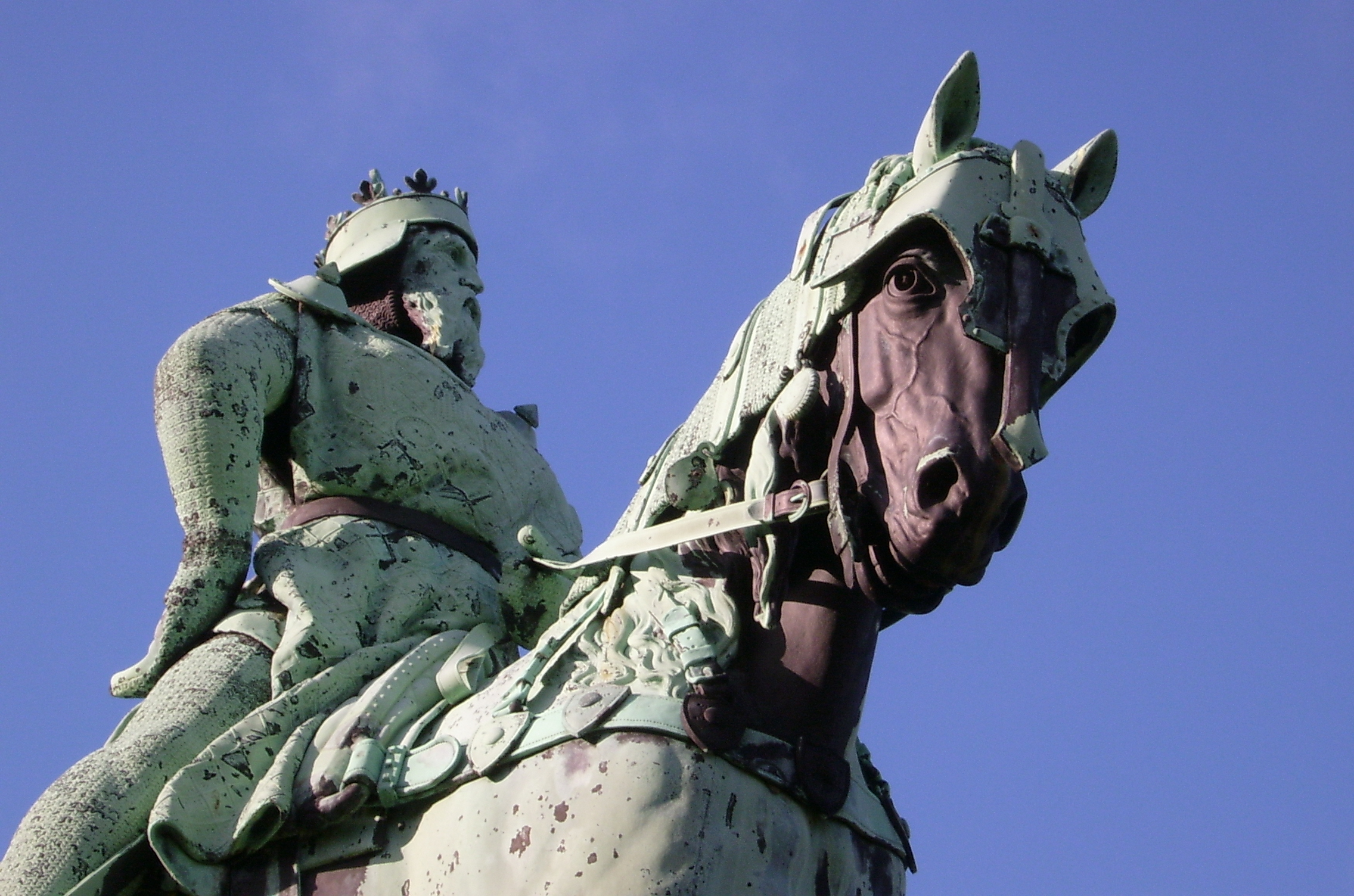
Statua equestre di Federico Barbarossa al Palazzo imperiale di Goslar

Dopo la pace tra Federico e Alessandro III, del 1177, il vescovo di Halberstadt, Ulrico, spodestato, nel 1160, perché fedele ad Alessandro, riebbe la sua sede e pretese di annullare tutte le decisioni a favore di Enrico, prese negli anni precedenti. Ciò portò a uno scontro che, per ordine dell'imperatore, fu interrotto sino al suo rientro in Germania, che avvenne nell'ottobre del 1178. In novembre, alla dieta di Spira, le due parti sottoposero a Federico le loro lamentele.
Enrico venne convocato a Worms, il 13 gennaio 1179, ma non si presentò, come a Magdeburgo, a giugno, a Käina, in agosto e a Würzburg, il 13 gennaio 1180, dove Enrico fu condannato alla perdita dei suoi feudi. In Sassonia furono restituiti ai vescovi tutti i territori loro sottratti da Enrico, la Vestfalia, con poteri ducali fu data all'arcivescovo di Colonia, Filippo di Heinsberg, mentre il ducato di Sassonia fu dato al figlio di Alberto l'Orso, il principe degli Ascani Bernardo di Anhalt (1140-1212).
In Baviera, la Stiria divenne un ducato autonomo e fu concessa al duca di Boemia, Ottocaro I, mentre il ducato di Baviera fu dato a Ottone I di Wittelsbach (1117–1183). Enrico continuò a combattere, anche dopo la sentenza definitiva e sino al luglio 1180, ebbe la meglio sugli avversari, ma in quel mese l'imperatore, Federico, scese in campo di persona. Il re di Danimarca Valdemaro lo abbandonò e passò con l'imperatore e in pochi mesi la situazione si ribaltò. Dopo la perdita di Lubecca, Enrico si arrese, fece atto di sottomissione a Erfurt nel 1181, riottenendo solo i suoi possedimenti personali (l'allodio) intorno a Braunschweig e Luneburg, ma condannato all'esilio. Enrico partì nell'estate del 1182 recandosi alla corte del suocero, Enrico II, in Inghilterra e Normandia, rientrò in Germania nel 1185, ma, anche se fortemente appoggiato, non riottenne i ducati persi e visse in pace. La caduta di Enrico portò la pace nel nord del paese ma significò anche l'indipendenza del regno di Danimarca il cui re non riconobbe più l'autorità imperiale: il nuovo re Canuto VI, nel 1182, rifiutò di fare atto di omaggio a Federico.
Filippo di Heinsberg, arcivescovo di Colonia e duca di Vestfalia, con l'appoggio del papa Urbano III divenne il capo dell'opposizione all'imperatore, e in un primo tempo era riuscito a raccogliere intorno a sé parecchi nobili e la maggioranza del clero, ma, nel dicembre del 1186, in una dieta a Gelnhausen, l'imperatore Federico, con un lungo discorso riuscì a riportare i vescovi dalla sua parte e le minacce del papa furono inutili. Urbano III però morì all'improvviso, nell'ottobre del 1187, e Filippo, che già aveva perso l'appoggio dei vescovi fu lasciato praticamente solo e si presentò all'imperatore, a Magonza, nel marzo del 1188, e fu perdonato.
Quando Federico stava preparandosi a partire per la crociata lasciando il governo dell'impero nelle mani del figlio Enrico VI, che era già stato incoronato re dei Romani, Enrico il Leone cominciò a dare segni di irrequietezza; allora Federico, nell'agosto del 1188, lo convocò alla dieta di Goslar, dove condannò Enrico e il figlio maggiore, anche lui di nome Enrico (1173- 1227), futuro duca di Brunswick e conte palatino del Reno, all'esilio per tre anni. Nella Pasqua del 1189 Enrico e il figlio lasciarono la Germania per recarsi nuovamente in Inghilterra e Normandia.

### Rapporti con la Boemia
Al momento dell'elezione di Federico il duca di Boemia Vladislao II si dimostrò subito fedele alleato di Federico, sostenendolo nelle sue campagne militari, dove l'esercito boemo e il suo condottiero dimostrarono notevoli doti di capacità e di coraggio.
Nel gennaio del 1158, in una dieta a Ratisbona, Federico Barbarossa incoronò Vladislao II re di Boemia, concedendogli l'importante privilegio di portare la corona reale e poterla trasmettere ai propri discendenti. E Vladislao, con le insegne regali continuò a servire fedelmente Federico anche nelle campagne d'Italia. Forse anche per questo Federico concesse la Lusazia, che per alcuni secoli fu legata al regno di Boemia, in feudo a Vladislao II.
Comunque alla morte di Vladislao, nel 1172, il titolo reale non fu assegnato perché divampò la lotta per la successione principalmente fra tre membri della famiglia dei Přemyslidi, Federico, Sobeslao II e Corrado II che si protrasse per vari anni sinché Federico intervenne, e, nel 1182, convocò a Ratisbona i due ancora in vita e separando la Moravia dalla Boemia, assegnò il titolo di duca di Boemia a Federico e quello di Margravio di Moravia a Corrado. Infine intervenne ancora, nel 1187, dichiarando il vescovo di Praga principe diretto dell'impero, sottraendo Praga all'autorità del duca di Boemia.

### Guerre in Italia

#### Pretese sull'Italia

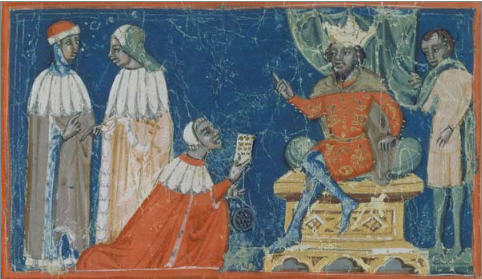
Federico I in una rappresentazione del XIV secolo

Alla dieta di Costanza, del marzo del 1153, avevano partecipato anche gli ambasciatori dei Comuni di Pavia e Como, e due mercanti di Laus (dal 1158 Lodi, fondata proprio dall'imperatore Federico I), venuti a implorare aiuto contro la prepotenza di Milano che, dopo avere distrutto Laus Pompeia nel 1111 e dopo avere vinto una guerra decennale contro Como (1127), ne limitava l'indipendenza e impediva lo sviluppo delle altre città. Federico I approfittò di queste richieste di aiuto per intervenire nella politica italiana: egli seguiva un ideale di impero universale; il controllo sia sui Comuni a nord sia sul regno di Sicilia a sud era essenziale a questo scopo.
L'Italia era per l'imperatore tedesco il contesto ideale per ottenere alcune prerogative essenziali per realizzare la costruzione dell'impero universale: la supremazia nella contesa con il papato per la potestà civile universale, il legame con la tradizione dell'impero romano, cui Federico I si ispirava, e la sovranità su Comuni e feudatari. A tale scopo dispose un saldo controllo su tutti i territori della Corona, utilizzando funzionari di umili origini e provata fedeltà, i ministeriales, e si pose l'obiettivo di recuperare gli iura regalia, le regalie, ossia gli inalienabili diritti del potere regio (amministrazione della giustizia, difesa del territorio, riscossione delle imposte, battere moneta), poiché il potere comunale in Italia si stava arrogando poteri propri del sovrano sia all'interno sia all'esterno del territorio urbano, come dimostrava l'esempio di Milano, che aveva apertamente aggredito altri sudditi dell'imperatore.
Dopo la dieta di Costanza le condizioni per scendere in Italia c'erano tutte: lo chiedevano le famiglie feudali per limitare il potere comunale, lo chiedevano i piccoli Comuni alleatisi contro Milano, lo chiedeva il papa stesso, Anastasio IV, che auspicava l'intervento di Federico I contro il Comune di Roma, in cui a partire dal 1143 si era formato un regime capeggiato da Arnaldo da Brescia, un riformatore patarino contestatore del potere temporale dei papi, che aveva costretto papa Eugenio a ritirarsi a Orvieto.

#### Prima discesa in Italia
Nell'ottobre 1154 Federico partì dal Tirolo e scese in Italia alla testa di un piccolo esercito e, a novembre, convocò una dieta a Roncaglia in cui revocò tutte le regalie usurpate dai Comuni sin dal tempo di Enrico IV. Il 3 dicembre morì il papa Anastasio IV e il 4 dicembre fu eletto il nuovo papa, Adriano IV.
Federico nel frattempo era passato all'azione di forza: distrusse alcune località minori come Galliate e alcuni Comuni maggiori come Asti e Chieri (consegnate poi al marchese di Monferrato, suo fedele vassallo, a cui si erano ribellate), poi fu messo l'assedio a Tortona, alleata di Milano (quest'ultima aveva rifiutato le decisioni dell'imperatore e non aveva agevolato il passaggio delle truppe imperiali sul suo territorio). Tortona, che si era arresa per sete dopo due mesi, nell'aprile del 1155, era stata rasa al suolo e i suoi abitanti dispersi.
Dato che le mire di Federico erano riposte anche sul regno di Sicilia, in quello stesso anno intavolò trattative anche con l'imperatore bizantino Manuele I Comneno (1143-1180), che però non approdarono a nulla, in quanto Federico non poteva riconoscere i diritti che Manuele accampava sull'Italia meridionale, mentre portò avanti anche trattative con le repubbliche marinare di Venezia, Genova e Pisa, in vista di una spedizione contro il re di Sicilia.

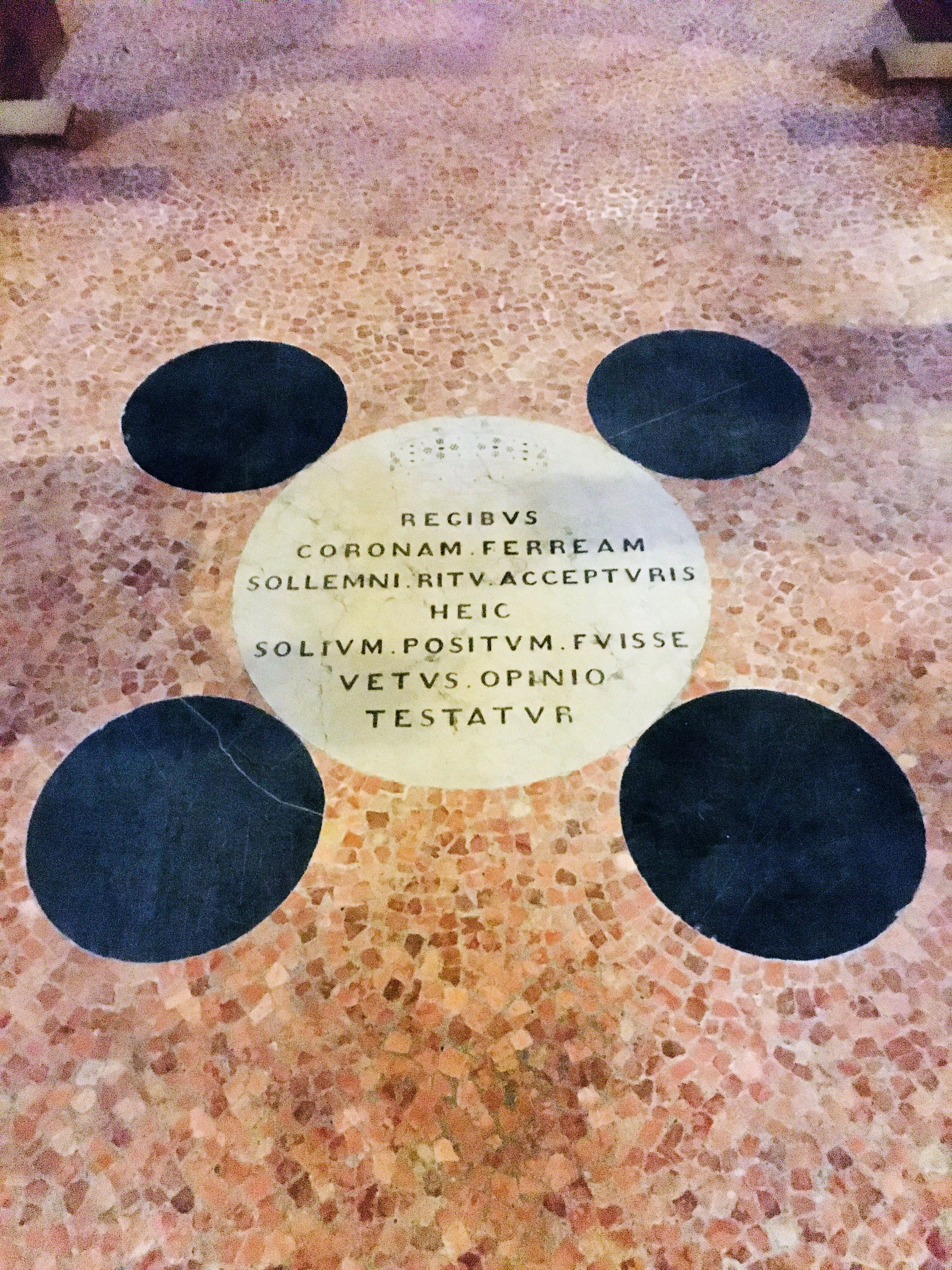
Pavia, Basilica di San Michele Maggiore, le cinque pietre, già menzionate nelle Honorantiae civitatis Papiae (1020 circa), sopra le quali veniva posto il trono durante le incoronazioni e sulle quali fu incoronato Federico Barbarossa nel 1155. La scritta e la rappresentazione della Corona Ferrea nella pietra centrale furono aggiunte nell'Ottocento.

Passata la Pasqua del 1155 a Pavia, ricevette l'incoronazione a re d'Italia nella basilica di San Michele. Federico si mise in marcia verso Roma per cingere la corona di imperatore. Presso Siena Federico incontrò i cardinali inviati da Adriano IV, che gli chiesero di catturare Arnaldo da Brescia; cosa che l'imperatore fece e Arnaldo fu condannato a morte, dal prefetto di Roma, e mandato al rogo, molto probabilmente a Civita Castellana. Federico incontrò il papa nelle vicinanze di Sutri, dove il papa ebbe da ridire sull'accoglienza ricevuta, allora l'incontro fu ripetuto, due giorni dopo sulle sponde di un lago vicino a Nepi. Poi proseguirono per Roma, alle cui porte erano attesi dagli ambasciatori del senato e del popolo romano, che chiesero a Federico un giuramento e un tributo che Federico rifiutò di dare.
Il 18 giugno 1155 il papa Adriano IV incoronò Federico in San Pietro, nella città leonina, contro la volontà del senato romano, che, per quest'ultimo sgarbo, scatenò una serie di violenti tumulti contro le truppe tedesche e la curia. Federico e il cugino Enrico il Leone, accampato fuori le mura, rientrarono in città e, dopo un'intera giornata di lotta, ricacciarono i romani al di là del Tevere. Dopo il bagno di sangue il papa e l'imperatore lasciarono la città e ai primi di luglio erano a Tuscolo, dove Adriano chiese a Federico di marciare contro il re di Sicilia. Federico avrebbe voluto acconsentire, ma i suoi baroni laici furono contrari e lo convinsero a tornare verso l'Italia settentrionale. Federico lasciò il papa con la promessa di tornare per sottomettere Roma e la Sicilia. Sulla strada del ritorno saccheggiò Spoleto che gli si era opposta. Ad Ancona incontrò gli ambasciatori di Manuele Comneno, non aderendo alle loro richieste di attaccare subito il regno di Sicilia. Dovette ancora combattere a Verona e alle Gole dell'Adige e finalmente rientrò in Germania.
Il papa, nel frattempo, per garantirsi comunque una protezione, venne a patti con i Normanni, la cui potenza un tempo era stata in realtà giudicata pericolosa dal pontefice, concedendo al re di Sicilia Guglielmo I il Malo l'investitura di tutto il regno, comprese Capua e Napoli. Questo accordo però veniva meno ai patti tra papa e imperatore e d'altra parte non mancavano altri motivi di contrasto tra i due, a causa dell'eccessiva ingerenza di Federico nell'elezione dei vescovi in Germania.
Un conflitto vero e proprio scoppiò nella dieta di Besançon (1157), dove si scontrarono le due opposte concezioni del cesaropapismo imperiale e della ierocrazia papale: la prima concezione vede il potere temporale dell'imperatore dotato di un'autorità e una libertà decisionale assolutamente superiori in ogni campo a qualsiasi altra autorità, anche quella sacra, mentre la seconda è la concezione del potere riassunta nel Dictatus Papae di Gregorio VII che vede l'indiscussa supremazia del potere spirituale del papa su quello dell'imperatore, anche in materia di concessione di autorità politiche, per cui il papa può perfino svincolare i sudditi dalla sovranità imperiale.
Comunque per il momento la questione fu ricomposta, anche perché il clero tedesco si espresse a favore dell'imperatore.

#### Seconda discesa in Italia
L'anno dopo (giugno 1158), alla luce di questi contrasti di natura ideologica con il pontefice e dato che Milano aveva ripreso ad agire con una certa autonomia, provvedendo per esempio alla ricostruzione di Tortona, Federico decise per una seconda discesa in Italia, e, inviati Rainaldo di Dassel e Ottone I di Wittelsbach in avanscoperta, a luglio, accompagnato dal re di Boemia Vladislao II, alla testa di truppe più numerose, entrò in Italia (è documentato il suo pernottamento alla torre di Maggiana, nel comune alleato di Mandello del Lario sul lago di Como). Sottomessa Brescia, dato inizio alla ricostruzione di Lodi, assediò Milano, obbligandola dopo un mese a sottoporre all'approvazione imperiale la nomina dei suoi consoli. A novembre dello stesso anno venne convocata la seconda, e più importante, dieta di Roncaglia, cui parteciparono importanti esperti di diritto dell'Università di Bologna che fornirono a Federico, su sua esplicita richiesta, l'elenco dei diritti regi, poi inserito nella Constitutio de regalibus: elezione di duchi, conti e marchesi, nomina dei consoli comunali e dei magistrati cittadini, riscossione delle tasse, conio delle monete, imposizione di lavori di carattere pubblico come, per esempio, la costruzione delle mura difensive.
Tutti questi diritti Federico era anche disposto a lasciarli ai Comuni, in cambio però di un tributo annuo e del riconoscimento che l'impero fosse la fonte di ogni potere. In base a quest'ultimo principio Federico emanò anche la Constitutio pacis con cui proibì le leghe fra città e le guerre private. Per quanto riguarda infine i beni fondiari, rivendicò per quelli pubblici (contee, ducati, ecc.) la dipendenza regia e per quelli allodiali il diritto dell'imperatore di dare o meno il proprio consenso a che un proprietario potesse esercitare diritti signorili: gli allodi diventarono quasi dei feudi a tutti gli effetti. Inviò ovunque propri funzionari che ricevessero l'omaggio vassallatico dai signori e controllassero in modo diretto, in qualità di podestà, i Comuni più riottosi.
Tutti questi diritti rivendicati dall'imperatore però cominciarono a scontentare anche le città filo-imperiali, con la vistosa eccezione di Cremona sicura alleata in tutta questa fase. Milano si ribellò apertamente e conquistò il comune di Trezzo, seguita dalle ribellioni di Brescia e di Crema. Vista la mala parata, Federico, che dopo Roncaglia aveva liberato parte delle sue truppe, chiese urgenti rinforzi, che arrivarono guidati da Enrico il Leone e dallo zio di entrambi Guelfo I di Toscana, che veniva a prendere possesso dei suoi domini in Italia. Erano accompagnati dall'imperatrice Beatrice di Borgogna. Nel marzo del 1159 Barbarossa entrò a Como accolto ancora trionfalmente dalla popolazione e dal vescovo Ardizzone che gli consegnò simbolicamente le chiavi della città, mentre a luglio con il determinante appoggio di Cremona mise si occupò dell'assedio di Crema, che si arrese dopo sette mesi e fu rasa al suolo.
Intanto era ripresa la controversia con il pontefice sulla questione del primato del papa, che aveva portato all'esasperazione Adriano IV, che pensava di scomunicare l'imperatore, quando il papa improvvisamente, il 1º settembre morì. Il 7 settembre, la maggioranza dei cardinali elesse come papa Rolando Bandinelli che prese il nome di Alessandro III, e che rappresentava la continuità della politica di Adriano in appoggio ai Comuni, mentre un'esigua minoranza votò per il cardinale Ottaviano dei Crescenzi Ottaviani, buon amico di Federico, che prese il nome di Vittore IV e che cercava una politica di intesa coll'imperatore. Federico convocò un concilio a Pavia, nel febbraio 1160, a cui Alessandro rifiutò di comparirvi e, dato che risposero solo i vescovi tedeschi e del nord Italia, il sinodo riconobbe papa Vittore IV, che scomunicò Alessandro III che, a sua volta, scomunicò sia Vittore IV sia l'imperatore.

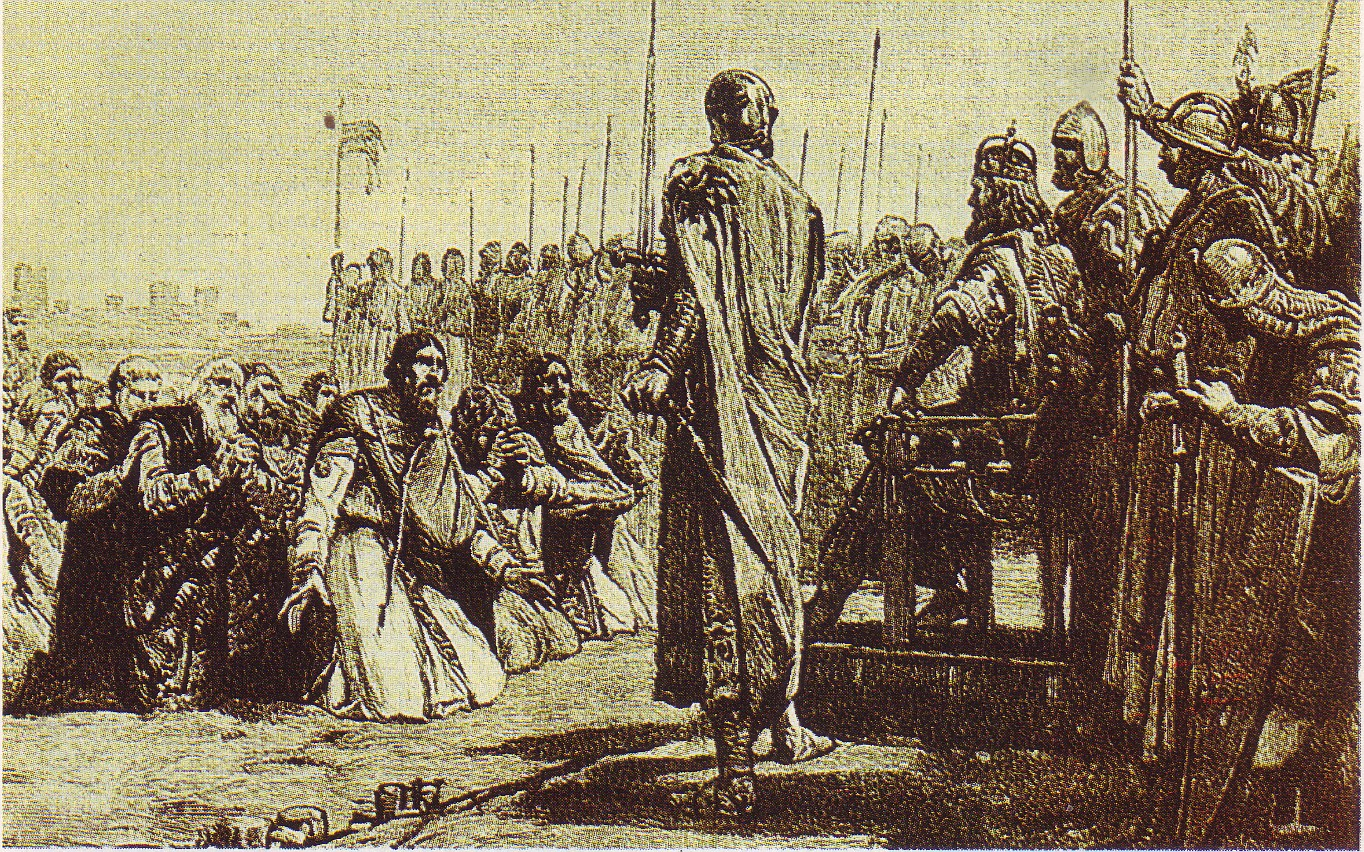
1º marzo 1162 i consoli di Milano davanti a Federico Barbarossa chiedono clemenza

Milano intanto continuava a rifiutare le direttive imperiali, la lotta infuriò, con alterne fortune, su tutta la pianura lombarda, che fu devastata. Nella primavera del 1161, ricevuti rinforzi da Germania e Ungheria, Federico poté porre l'assedio alla città. Gli assediati resistettero con ostinazione per circa un anno: il 10 marzo 1162 Milano fu costretta alla resa e subito dopo cominciò la sua distruzione e i milanesi furono dispersi in quattro diverse località. Distrutte le mura di Brescia e Piacenza, che dovettero accettare i funzionari imperiali. Federico Barbarossa, all'apogeo della sua potenza, fece ritorno in Germania.
Alessandro III, ritirato nella campagna romana, sentiva però che la simpatia per lui era in crescita ovunque (anche presso l'impero d'Oriente), eccetto che in Germania. Data la scarsità di mezzi di cui disponeva decise di rifugiarsi in Francia e, nel corso del 1162, fu preso un accordo affinché il re di Francia Luigi VII e l'imperatore Federico, accompagnati dai rispettivi papi, si incontrassero a Saint-Jean-de-Losne su un ponte del fiume Saona, al confine tra Francia e Borgogna, dove avrebbero nominato una commissione che avrebbe dovuto fare chiarezza sulla validità della nomina. Alessandro III rifiutò di partecipare ma l'intervento del re d'Inghilterra Enrico II a favore di Alessandro risolse la situazione.

#### Terza discesa in Italia
Nell'ottobre del 1163 Federico scese nuovamente in Italia con un piccolo esercito, perché già incalzava la riscossa dei comuni italiani; Verona, Padova e Vicenza si sollevarono, in ribellione congiunta, e rifiutarono le offerte di pace dell'imperatore, che non disponeva di forze sufficienti per domarle, nemmeno con l'aiuto di Pavia, Mantova e Ferrara; il 6 novembre 1163 è segnalata la sua presenza a Città di Castello con due atti in cui pone il Vescovo e i canonici sotto la sua protezione. Intanto Rainaldo di Dassel stava organizzando una campagna militare contro i Normanni di Sicilia, per la quale doveva avere l'appoggio di Pisa e Genova, che però erano impegnate in un'aspra contesa per il controllo della Sardegna, per cui alla fine avevano rinunciato alla spedizione.
L'imperatore, anche a causa di una malattia, dovette tornare in patria: la terza discesa in Italia di Federico era stata breve e si era conclusa quindi con un nulla di fatto. Nell'aprile del 1164 era morto l'antipapa Vittore IV e Federico aveva intenzione di rappacificarsi con Alessandro III, ma prima che potesse contattarlo, Rainaldo di Dassel si era premurato di fare eleggere un altro papa, Pasquale III (a cui poi, nel 1168, ne sarebbe seguito un altro, Callisto III), mentre il papa Alessandro III, ricevuto ormai il riconoscimento della sua autorità dagli altri sovrani d'Europa, poteva tornare a Roma nel 1165.

#### Quarta discesa in Italia e Lega Lombarda
L'assenza dell'imperatore rese più facile ai lombardi di pervenire a un accordo per organizzare una resistenza comune. Nelle città scoppiavano tumulti e a Bologna venne ucciso il podestà imperiale. In Sicilia a Guglielmo I il Malo era succeduto il figlioletto Guglielmo II, detto il Buono, e la madre, Margherita, che era reggente, continuava la politica del marito di alleanza con il papa Alessandro, che aveva l'appoggio anche dell'imperatore bizantino Manuele Comneno e di Venezia.
Federico doveva riconquistare l'Italia, formò un possente esercito e nel mese di ottobre 1166 partì e scese, per la quarta volta, in Italia; a novembre era in Lombardia, dove, alla dieta di Lodi, si rese conto che l'ostilità era maggiore che nel passato, le città filo-imperiali erano molto fredde, Pisa e Genova erano in disaccordo, per cui l'impresa siciliana era da rinviare. Federico avrebbe voluto dirigersi subito su Roma, ma dovette restare in Lombardia, combattendo nelle zone di Bergamo e Brescia, poi si diresse su Bologna da cui si fece consegnare degli ostaggi, quindi, inviata a Roma una parte delle truppe sotto il comando di Rainaldo di Dassel, marciò su Ancona, che oppose una resistenza ostinata. Rainaldo stava occupando la campagna romana ed era arrivato a Tuscolo, con forze esigue, quando i romani gli marciarono contro ma, il 29 maggio 1167, nella battaglia di Prata Porci subirono una disfatta perché nel frattempo erano arrivate le truppe dell'arcivescovo Cristiano di Magonza che presero i romani tra due fuochi. Il 24 luglio giunse anche l'imperatore e su Roma fu sferrato un attacco massiccio e il papa Alessandro, il 29, fuggì a Benevento con i pochi cardinali a lui fedeli. Federico era padrone di Roma dove si fece incoronare imperatore per la seconda volta dall'antipapa Pasquale (1º agosto 1167). Intanto era anche arrivata la flotta pisana per preparare l'attacco al regno di Sicilia.
Ma pochi giorni dopo i suoi soldati cominciarono a morire colpiti da febbri, probabilmente malariche, e morirono anche i suoi comandanti Rainaldo di Dassel, suo nipote il duca di Svevia Federico IV, il duca Guelfo II di Toscana e altri. Allora decise di riparare a Pavia, insieme a Como l'unica città rimastagli fedele, lasciando lungo la via una scia di morti. Dopodiché, con l'appoggio del marchese del Monferrato Guglielmo V il Vecchio, e del conte di Moriana Umberto III di Savoia gli fu possibile tornare in Germania.
Nel frattempo le città della Marca di Verona, ribellatesi nel 1164, a cui si era aggiunta Treviso, con l'appoggio di Venezia (che mirava però, più che al riconoscimento del regime comunale, all'ampliamento ulteriore della propria autonomia) avevano fondato la Lega Veronese, venendo meno alla Constitutio pacis, mentre anche in Lombardia la città di Cremona, da sempre fedele all'imperatore ma delusa dall'appropriazione cesarea del terzo dei diritti spettantele sul porto fluviale di Guastalla, gli si rivoltava contro, creando con Crema, Brescia, Bergamo, Mantova e Milano (o meglio i milanesi, dato che non avevano più una città) la Lega cremonese, grazie al (non documentalmente attestato ma comunemente asserito) giuramento di Pontida del 7 aprile 1167. Il 27 aprile 1167 le forze alleate si presentarono di fronte alle rovine di Milano e cominciarono la ricostruzione, comprese opere di difesa per un eventuale attacco da parte di Pavia. Il primo dicembre dello stesso anno dalla fusione delle due leghe nasceva la Societas Lombardiae, la Lega Lombarda. A essa si unirono subito Parma, Piacenza e Lodi, e anche papa Alessandro diede il proprio appoggio, mentre non lo fece il regno di Sicilia, a causa del riassestamento dinastico come già detto; comunque la reggente Margherita, per contrastare il Barbarossa, versò dei denari a papa Alessandro III.
La Lega nel frattempo diventava sempre più potente, le città e perfino i signori feudali che vi aderivano erano sempre più numerosi e ora il regno di Sicilia e perfino l'impero bizantino l'appoggiavano apertamente. Mentre Milano era stata ricostruita molto rapidamente, per neutralizzare la possibilità di intervento da parte di Pavia e del marchese del Monferrato la Lega fondò, alla confluenza della Bormida nel Tanaro una nuova città, chiamata Alessandria in onore del papa (1168). Alla fine anche Pavia e il marchesato del Monferrato aderirono alla Lega.

#### 1168-1174: sei anni in Germania

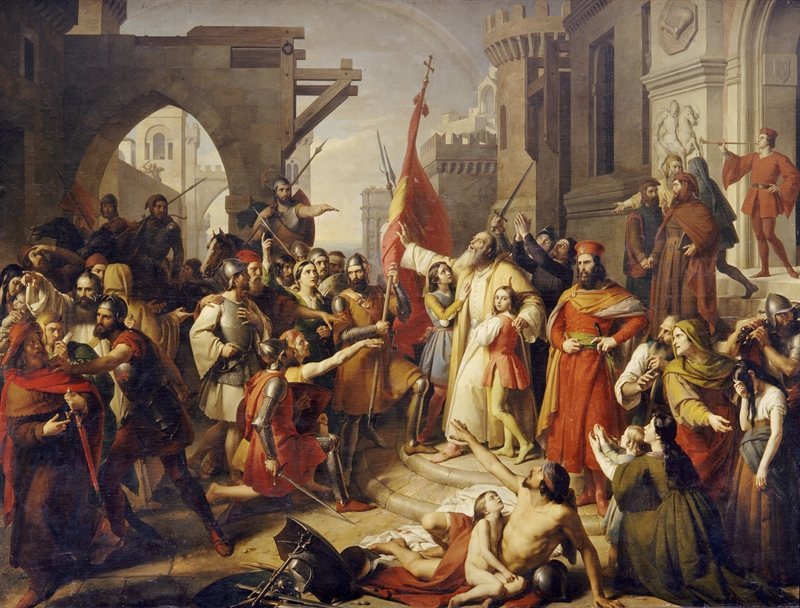
Il Giuramento degli Anconetani di Francesco Podesti, raffigurante l'assedio di Ancona

Rientrato in Germania, nel 1168, si dovette dedicare ai problemi tedeschi, specialmente le controversie tra Enrico il Leone e Alberto l'Orso. Nell'aprile del 1169 fece eleggere re dei Romani, alla dieta di Bamberga, e quindi incoronare ad Aquisgrana il figlio Enrico. Inoltre comprò dal vecchio zio Guelfo I di Toscana, che non aveva eredi, i possedimenti svevi e Toscani.
Comunque Federico, nei sei anni che rimase in patria, pensava anche all'Italia, e inviò a Roma il vescovo di Bamberga, Eberardo, in un tentativo di riconciliazione con Alessandro III, che prese in considerazione le proposte, ma, alla fine, sia perché pressato dai lombardi, sia perché di abdicare non ne voleva sapere, respinse le offerte di Federico.

#### 1173: assedio di Ancona
Il Barbarossa si dedicò quindi a risolvere la questione di Ancona, che per due motivi andava contro le direttive imperiali: oltre a essere libero comune, era alleata con l'Impero Bizantino. L'imperatore si accordò allora con Venezia, che voleva liberarsi della repubblica rivale, e nel 1173 ordinò al suo luogotenente Cristiano di Magonza di attaccare Ancona da terra, mentre le navi veneziane ne occupavano il porto. L'assedio di Ancona si presentò subito difficile: la città dopo sei mesi non aveva ancora ceduto e infine le truppe assedianti furono costrette a ritirarsi all'arrivo dei rinforzi da Ferrara e Bertinoro. Nell'assedio si segnalano gli episodi di Stamira e di Giovanni da Chio.

#### Quinta discesa in Italia

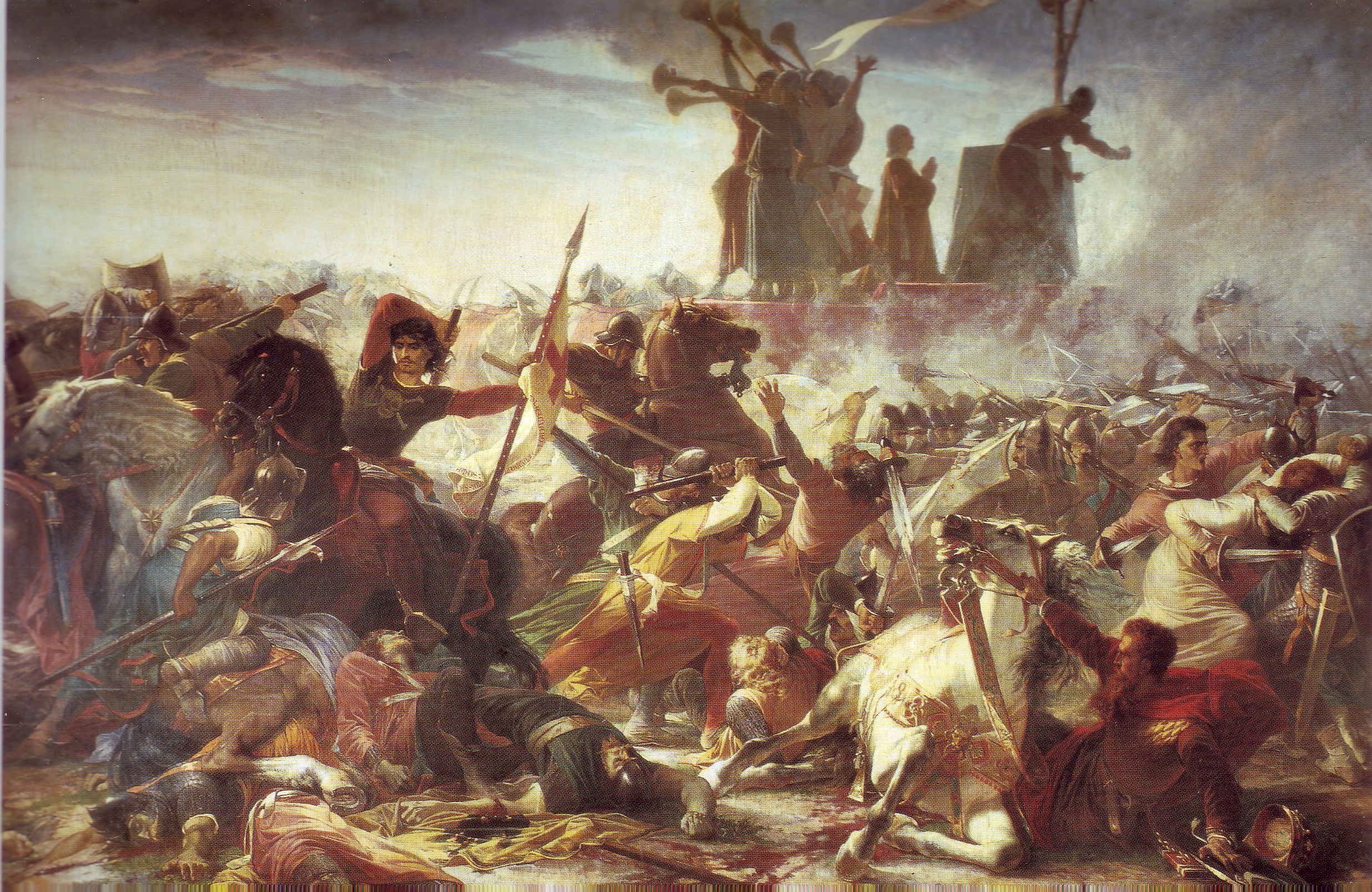
Battaglia di Legnano, Amos Cassioli (1860-1870, Firenze, Galleria d'Arte Moderna di Palazzo Pitti)

Nel 1174, risolti i problemi in Germania, Federico radunò nuovamente un grosso esercito e scese per la quinta volta in Italia. Cominciò la sua campagna nel settembre 1174 scendendo in Italia distruggendo Susa, ribelle a Umberto III di Savoia, poi prese Asti, Alba, Acqui, Pavia e Como. Non riuscì, tuttavia, nell'assedio di Alessandria, che resistette agli attacchi per sei mesi, usando stratagemmi quali il fuoco greco e un sistema di mura galleggianti. L'imperatore, a corto di uomini e risorse per via di questa sconfitta, si decise a negoziare la pace con la Lega.

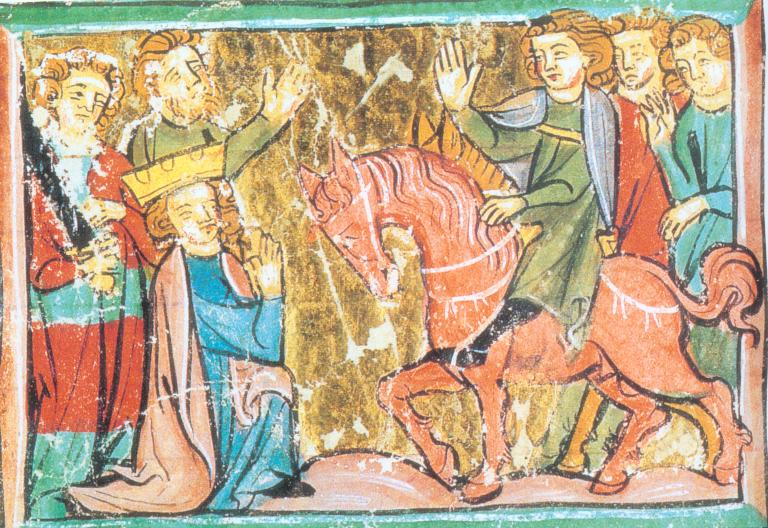
Federico incontra Enrico il Leone a Chiavenna nel 1176

Nel frattempo la Lega aveva approntato un imponente esercito che Federico riuscì a rallentare inviando una parte delle sue truppe a Bologna. I due eserciti stipularono un armistizio nella zona di Pavia, a Montebello. Dopo mesi di trattative la possibilità di risolvere la guerra diplomaticamente saltò e, perciò, ripresero le ostilità. Nella primavera del 1176, a Chiavenna, Federico ebbe un incontro con Enrico il Leone e altri feudatari per ricevere truppe per proseguire la campagna d'Italia, ma quando i rinforzi militari arrivarono, sempre in primavera, Federico si accorse che non erano così numerosi come aveva sperato e soprattutto mancava il cugino Enrico.
E proprio mentre, aggregatesi le truppe di rinforzo, lasciate le vallate alpine, aveva ripreso la marcia verso sud, l'imperatore venne travolto a Legnano il 29 maggio 1176 dall'esercito della Lega, nell'occasione capitanata da Guido da Landriano, incappando in una disastrosa sconfitta, della quale massimi artefici furono non a caso i milanesi.
L'esercito tedesco con difficoltà, trovò rifugio, ancora una volta, a Pavia, dopodiché Federico si affrettò a cercare di risolvere la questione con la diplomazia, avviando le trattative di pace direttamente con il pontefice, con il quale si giunse a un accordo: Federico disconobbe l'antipapa e restituì al Comune di Roma le sue regalie e i suoi territori, mentre Alessandro III garantì la propria mediazione con i Comuni (accordi preliminari di Anagni, novembre 1176), che però la rifiutarono, non gradendo il cambiamento di atteggiamento del pontefice.

#### Pace di Costanza
Si giunse così alla Pace di Venezia nel luglio del 1177, cui parteciparono papa, imperatore, Romualdo Guarna in rappresentanza del re di Sicilia Guglielmo II il Buono e delegati dei Comuni. Il 23 luglio fu confermata la pace con il papa secondo gli accordi di Anagni, fu concordata una tregua con il re di Sicilia di quindici anni e una, con i Comuni, di sei anni. Federico e Alessandro alloggiarono presso il centro monastico di San Niccolò al Lido, dove l'imperatore ripudiò l'antipapa Callisto III, ammise i suoi errori e riconobbe come capo della cristianità Alessandro III. Successivamente, in Piazza San Marco, durante una cerimonia solenne, Federico si inginocchiò e baciò la pantofola del pontefice, il quale, aiutatolo ad alzarsi, lo abbracciò paternamente. Inoltre, il papa fu sollevato sulla sella del cavallo mentre l'imperatore compì la cerimonia di reggergli la staffa. Federico rimase in Italia sino alla fine dell'anno; poi nel 1178 tornò in Germania dove risolvette definitivamente i contrasti con i suoi feudatari, in modo particolare con il cugino, Enrico il Leone, reo di non avere sostenuto l'imperatore nel modo adeguato dal punto di vista militare, scatenando contro di lui una campagna e sottraendogli i suoi ducati ed esiliandolo dall'impero.
In Italia la situazione per Federico andava migliorando, dal momento che la pace con il regno di Sicilia reggeva e i principali alleati dei Comuni erano morti: Manuele Comneno il 24 settembre 1180, Alessandro III il 30 agosto 1181, e inoltre la Lega si stava sfaldando a causa di contrasti e rivalità interne fra i Comuni. La "pace definitiva" fu negoziata a Piacenza e ratificata a Costanza il 25 giugno 1183: l'imperatore riconosceva la Lega e faceva alle città che la componevano concessioni riguardanti tutti gli ambiti, amministrativo, politico e giudiziario, regalie comprese; rinunciava inoltre alla nomina dei podestà, riconoscendo i consoli nominati dai cittadini. I Comuni si impegnavano in cambio a pagare un indennizzo una tantum di 15000 libbre e un tributo annuo di 2000, a corrispondere all'imperatore il fodro (ossia il foraggio per i cavalli, o un'imposta sostitutiva) quando egli fosse sceso in Italia, a concedere all'imperatore la prerogativa di dirimere in prima persona le questioni fra un Comune e l'altro. I Comuni, inoltre, dovevano promettere il ricorso al tribunale imperiale avverso le sentenze dei giudici cittadini. Si trattava di un compromesso che segnava la rinuncia all'ormai anacronistico concetto di "impero universale" e, dunque, al piano di dominio assoluto di Federico, mentre i Comuni avrebbero mantenuto la loro larga autonomia.
Quella di Federico I non fu di certo una capitolazione, perlomeno dal punto di vista economico. Dal 1183 al 1190 gli introiti annuali fissi del Barbarossa in Italia ammontarono a 100000 libbre. In seguito a Costanza, Federico divenne il sovrano più ricco dell'Occidente dopo il re inglese. È corretto pertanto ritenere che la prosperità della casata sveva derivò molto di più dall'accordo con i Comuni che non dalla guerra.
Federico, durante i festeggiamenti per la pace, tenutisi in un Hoftag a Magonza, nella primavera del 1184, propose un accordo matrimoniale tra suo figlio Enrico VI e Costanza d'Altavilla, ultima erede della dinastia normanna riuscendo finalmente a legare, con il matrimonio, nell'aprile del 1186, l'Italia meridionale all'impero.

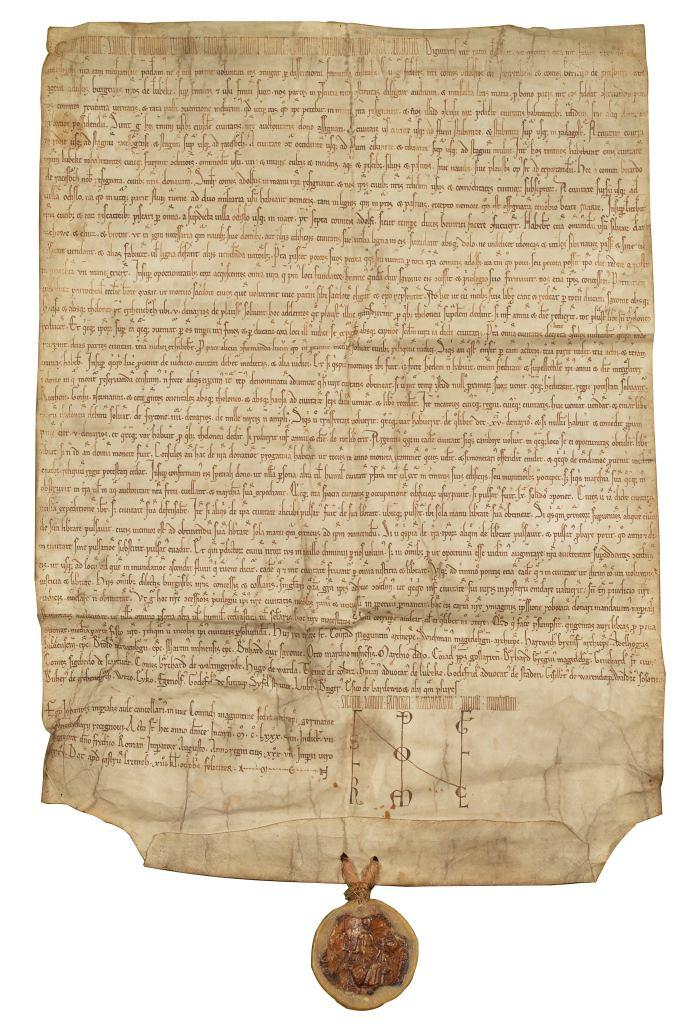
Privilegio concesso da Federico nel 1188

Nel settembre del 1184 Federico tornò per la sesta volta in Italia grazie all'aiuto del vescovo d'Aosta, ma questa volta senza esercito, ed ebbe un'ottima accoglienza da parte dei comuni lombardi. Essi lo aiutarono nel distruggere nuovamente Susa, contro il conte di Savoia Umberto III, messo al bando. Federico ebbe poi un incontro a Verona con il papa Lucio III per chiedergli l'incoronazione a imperatore del figlio Enrico VI, che gli fu negata anche in considerazione del futuro matrimonio di Enrico e Costanza, che di fatto avrebbe reso la carica ereditaria, ma soprattutto per l'opposizione della nobiltà tedesca. In occasione di quell'incontro, oltre che di alcune investiture vescovili (in special modo quella del vescovo di Treviri, che si trascinava da oltre un anno) e della situazione in Terra santa, dove il Saladino passava di successo in successo, fu trattata inutilmente la questione dei feudi toscani di Federico, che la chiesa in parte reclamava, e infine fu affrontato il problema degli eretici e venne stabilito che i vescovi dovevano avere grande cura di interrogare gli eretici e scomunicare gli ostinati e che le autorità civili dovevano fare in modo che venissero applicate le pene del bando imperiale, cioè l'esilio, la privazione dei diritti civili, la demolizione delle case contaminate e la confisca dei beni.
Il 25 novembre 1185 il papa Lucio III morì e gli succedette Urbano III, che non aveva molta simpatia per l'imperatore Federico e che appoggiò la rivolta di Filippo di Heinsberg, arcivescovo di Colonia e duca di Vestfalia. Inoltre, per vendicarsi di Umberto III di Savoia nel 1186 l'imperatore sciolse l'arcivescovo di Tarantasia dai legami vassallatici con il conte.

### Terza crociata

#### I preparativi
La terza crociata venne organizzata dopo la caduta di Gerusalemme, nel 1187, che sembra portò alla morte, per il dolore provato, Urbano III. Il nuovo papa Gregorio VIII decise di preparare una nuova crociata, la terza. Federico si fece crociato il 27 marzo 1188 a Magonza, seguito dal figlio, il duca di Svevia Federico VI, dal duca d'Austria Leopoldo V e da altri nobili e vescovi. Federico, conscio che la seconda crociata, a cui aveva partecipato era stata condotta male, prese alcune precauzioni, accettando nel suo esercito solo chi si poteva mantenere per due anni e scrivendo al re d'Ungheria, all'imperatore di Bisanzio e al sultano di Iconio chiedendo e ottenendo l'autorizzazione ad attraversare i loro possedimenti; infine scrisse al Saladino per avere restituite le terre di cui si era impadronito, altrimenti avrebbe usato la forza, a cui il Saladino rispose che accettava la sfida. Federico, lasciato il figlio Enrico VI a governare l'impero, con circa 20.000 cavalieri, partì per primo da Ratisbona nel maggio del 1189, seguito poi dal re di Francia Filippo Augusto e dal nuovo re d'Inghilterra Riccardo I (noto anche come "Riccardo Cuor di Leone").

#### Viaggio e morte
Federico attraversò l'Ungheria sostando a Esztergom o Strigonio, alla corte ungherese del re Bela III. Dopo avere attraversato i Balcani Federico, avvicinandosi ai domini dell'imperatore bizantino Isacco II Angelo, inviò ambasciatori per concordare il passaggio in Anatolia; ma Isacco, che temeva i latini e i tedeschi e che si era accordato con Saladino, imprigionò gli ambasciatori. Allora Federico inviò un messaggio al figlio Enrico VI che, con la flotta fornita dalle repubbliche marinare con il permesso del Papa di attaccare Costantinopoli, occupata Filippopoli e poi la Tracia, si avviò verso Costantinopoli.
Isacco venne a patti, così nel febbraio del 1190 fu firmato il trattato di Edirne (Adrianopoli), che permise alle truppe dell'imperatore Federico di attraversare l'Ellesponto nel mese di marzo. Giunti in Asia Minore, dopo avere ricevuto i dovuti approvvigionamenti, cominciarono la marcia verso sud attraversando il sultanato d'Iconio, dove furono sottoposti a continui attacchi di bande di Selgiuchidi e furono tagliate le sue linee di rifornimenti. Ridotto alla fame, l'esercito tedesco attaccò il sultano, Qilij Arslan II, occupando temporaneamente la sua capitale, Konya, e obbligandolo a mantenere gli impegni presi: concedere loro libertà di transito, rifornirli dei necessari approvvigionamenti e poi, con l'aiuto di guide armene, guidarli attraverso il Tauro sino sulle sponde del fiume Saleph in Cilicia, nel Sud-Est dell'Anatolia, in prossimità della Terra santa. Tuttavia Federico affogò durante il guado del fiume, il 10 giugno 1190, causando la dispersione dell'esercito imperiale, che non poté così unirsi alle truppe francesi e inglesi per l'attacco alle truppe del Saladino.
A Federico succedette sul trono reale e imperiale il figlio Enrico VI.

#### Morte nel fiume

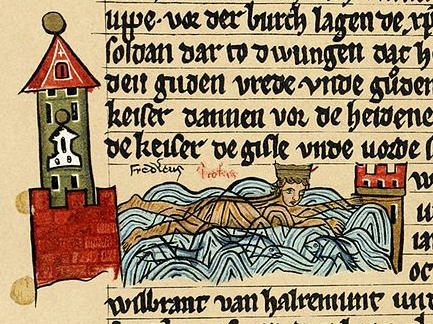
La morte di Federico Barbarossa, Sächsische Weltchronik

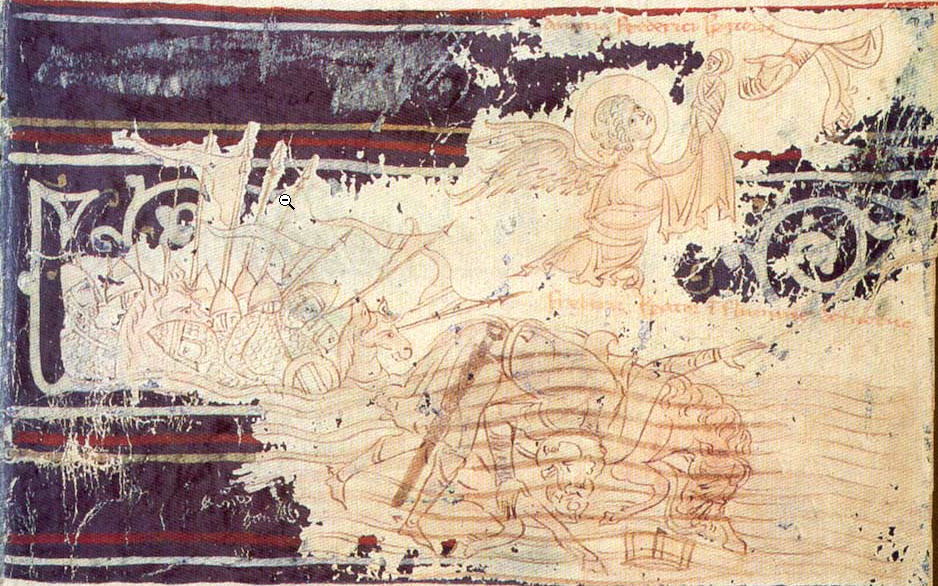
La morte di Federico nel Liber ad honorem Augusti di Pietro da Eboli

Le esatte circostanze della morte di Federico nel fiume Göksu (anche conosciuto come Saleph) sono sconosciute. È ipotizzabile che l'anziano imperatore sia stato disarcionato da cavallo, oppure che, stanco della marcia attraverso i monti e oppresso dalla calura, abbia voluto rinfrescarsi e lo shock dovuto all'acqua fredda gli abbia causato un arresto cardiaco, oppure che, appesantito dalla sua stessa armatura e fiaccato dall'intensa calura del giugno in Anatolia, Federico I, data anche l'età, non abbia resistito all'impeto della corrente. Federico annegò nelle acque che a malapena arrivavano ai fianchi, secondo quanto riferisce il cronista arabo Ibn al-Athīr nel suo al-Kāmil fī taʾrīkh (La perfezione nella storia). Il peso dell'armatura di quel giorno, progettata per essere la più leggera possibile, fu tale comunque da trascinare con sé un uomo in salute in acque poco profonde.
La morte di Federico gettò il suo esercito nel caos. Senza comandante, in preda al panico e attaccati da tutti i lati dai turchi, molti tedeschi furono uccisi o disertarono. Il figlio di Barbarossa, Federico VI di Svevia, proseguì con i soldati rimasti, con l'obiettivo di dare sepoltura all'imperatore a Gerusalemme, ma gli sforzi per conservare il cadavere utilizzando l'aceto fallirono. Quindi le spoglie di Federico Barbarossa furono seppellite nella chiesa di San Pietro in Antiochia di Siria, le ossa nella cattedrale di Tiro e il cuore e gli organi interni a Tarso. Solo 5000 soldati, una piccola frazione delle forze iniziali, arrivarono ad Acri, verso la fine del 1190. Nell'assedio di San Giovanni d'Acri, nel 1191, perse la vita, forse per malaria, anche Federico VI.
L'improvvisa morte di Federico lasciò l'esercito crociato sotto il comando dei rivali Filippo II di Francia e Riccardo I d'Inghilterra che, giunti in Palestina separatamente via mare, lo portarono infine a dissoluzione. Riccardo Cuor di Leone continuò verso Est dove affrontò il Saladino con esiti alterni, ma senza raggiungere il suo obiettivo finale: la riconquista di Gerusalemme.

## Leggende

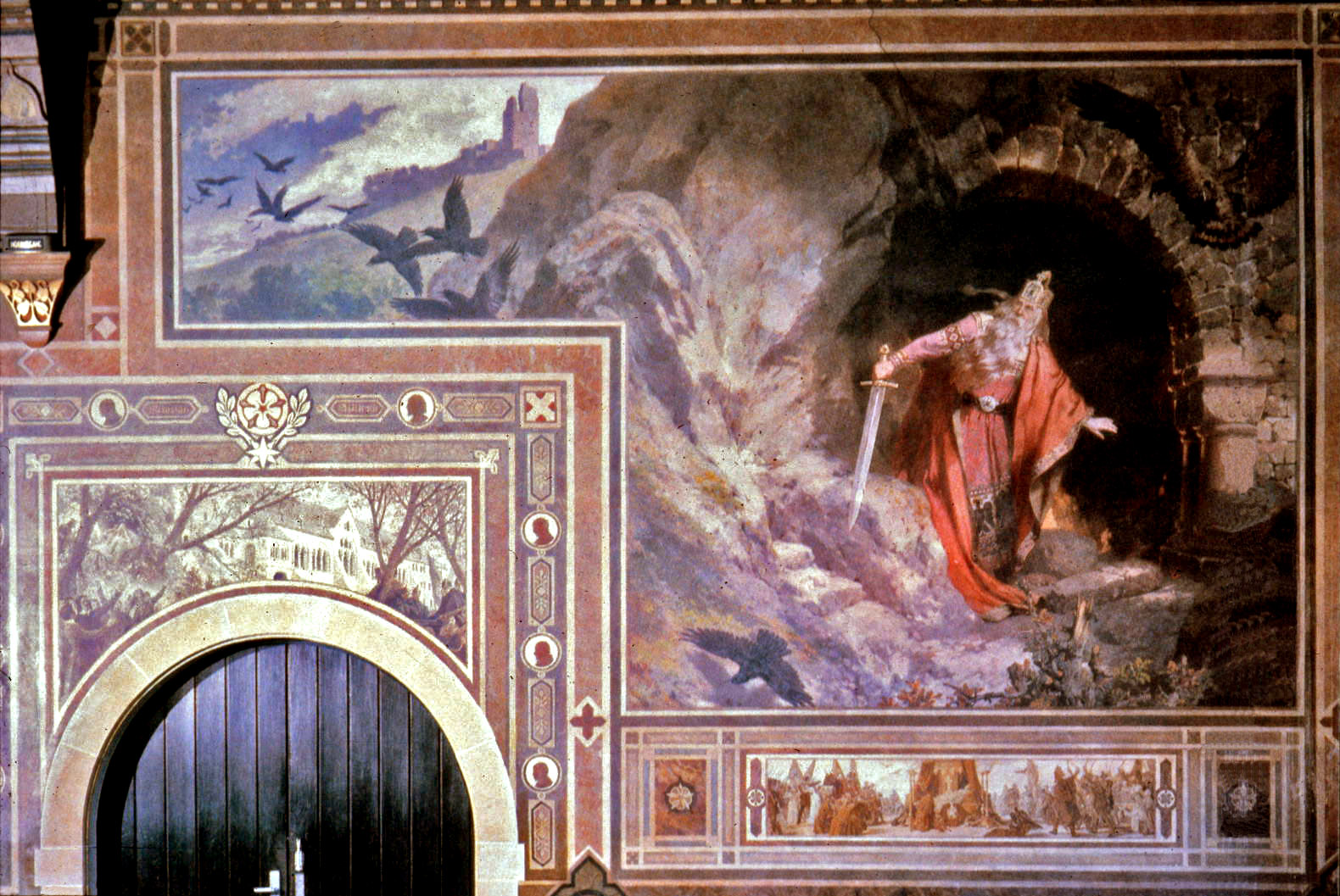
Il risveglio di Federico in un dipinto di Hermann Wislicenus del 1880 al Palazzo imperiale di Goslar

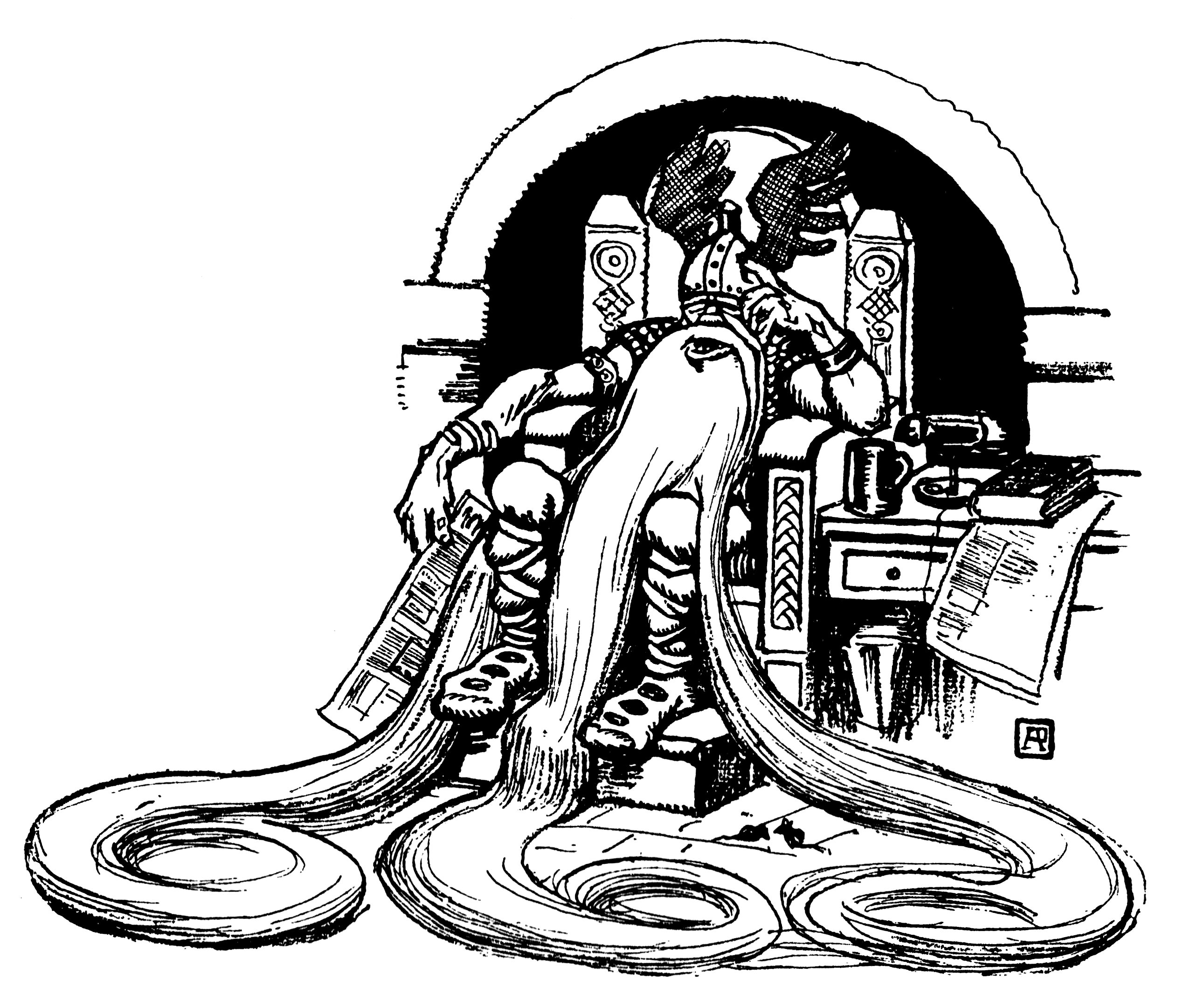
Federico in una caricatura del 1911 di Alexeï Radakov, dal settimanale russo Satirikon

Federico I di Svevia è il protagonista di molte leggende ed era tenuto in grande onore dalle popolazioni germaniche sue contemporanee, che diffusero la leggenda per cui Federico non fosse realmente morto ma che si fosse nascosto ai suoi nemici per tornare più forte di prima.
Una versione più mitologica della sua morte è basata sull'ipotesi che fosse in possesso della leggendaria Lancia del Destino. Secondo il mito chiunque possedesse la lancia era imbattibile, ma se il portatore ne fosse stato privato, avrebbe perduto la vita di lì a poco. Federico morì guadando un fiume e, in quel momento, alcuni fantasiosi resoconti dicono che la lancia cadde dalle sue mani.
Un'altra leggenda è quella dell'eroe dormiente, come le più antiche leggende britannico-celtiche di re Artù e Bran il Benedetto. Tale leggenda vuole che egli non fosse morto, ma addormentato con i suoi cavalieri in una caverna nelle montagne di Kyffhäuser in Turingia e che quando i corvi avrebbero cessato di volare intorno alla cima, si sarebbe destato e portato la Germania alla sua antica grandezza. Secondo la leggenda, la sua barba rossa sarebbe cresciuta attraverso il desco al quale sedeva. I suoi occhi sarebbero mezzi chiusi nel dormiveglia, ma di quando in quando avrebbe alzato la sua mano e avrebbe inviato un fanciullo all'esterno per vedere se i corvi avessero smesso di volare.
La saga di Kyffhäuser era nata per suo nipote Federico II, ma nel corso del XIX secolo alcuni scrittori, tra cui i fratelli Grimm, nell'opera le Saghe germaniche, ripresero la saga di Kyffhäuser, attribuendola al Barbarossa. In essa egli è addormentato, seduto a un tavolo e la sua barba rossa cresce smisuratamente e ha già fatto due giri intorno al tavolo. Quando si completerà il terzo giro Federico si sveglierà e combatterà una straordinaria battaglia: sorgerà il Giorno del giudizio.

## Matrimoni e discendenti

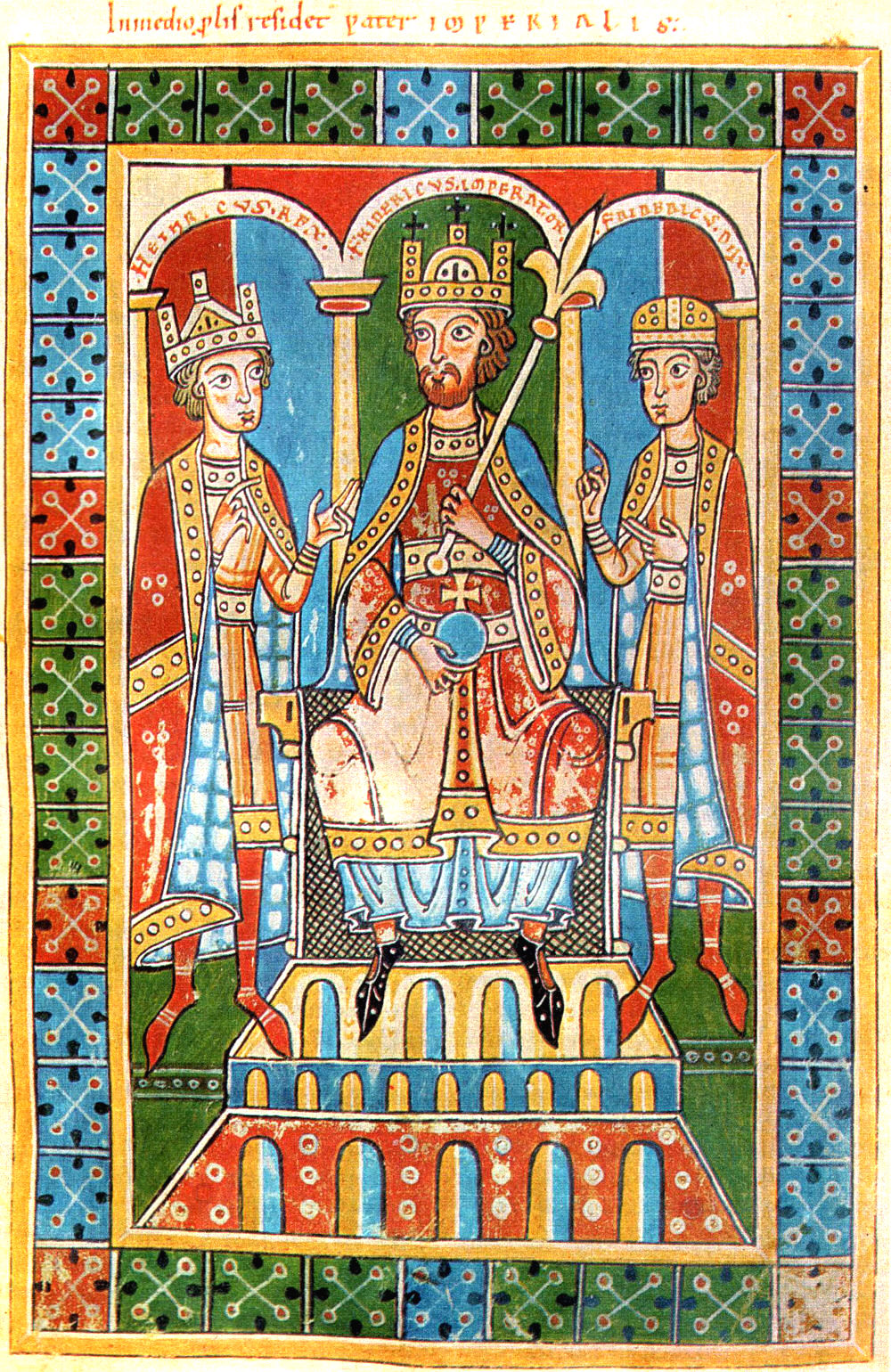
Federico I Barbarossa tra i suoi figli, Enrico e Federico. Miniatura tratta dalla Historia Welforum (1179-91), Fulda, Landesbibliothek.

Prima del 2 marzo 1147, Federico sposò Adelaide di Vohburg (1122-1190), figlia del margravio di Vohburg, Diepoldo III (m. 1146) e della sua prima moglie, Adelaide di Polonia. Da questo matrimonio non nacquero figli e fu annullato, nel marzo del 1153, da un concilio tenutosi a Costanza.
Il giorno di Pentecoste, il 17 giugno 1156, Federico I Barbarossa sposò a Würzburg Beatrice di Borgogna (1145-1184), figlia unica ed erede del conte di Borgogna Rinaldo III e di Agata di Lorena, figlia di Simone I di Lorena. Federico I governò in prima persona la contea e, nel 1177, si fece incoronare re di Arles.
Federico I da Beatrice ebbe undici figli:
- Beatrice di Hohenstaufen (1162 circa-† prima del 1174).
- Federico V di Hohenstaufen (16 luglio 1164-† 28 novembre 1168/1169), duca di Svevia dal 1167.
- Enrico VI (novembre 1165-† 28 settembre 1197), imperatore dei Romani, re dei Romani e d'Italia (1190-1197) e dopo il matrimonio con Costanza d'Altavilla (1154 † 27 novembre 1198), figlia del re Ruggero II, re di Sicilia (1194-1197).
- Federico VI di Hohenstaufen (Corrado) (16 aprile 1167-† 20 gennaio 1191), duca di Svevia (1170-1191).
- Sofia di Hohenstaufen (ottobre 1168-† 1187).
- Ottone II di Hohenstaufen (giugno-luglio 1170-† 13 gennaio 1200), conte Ottone I di Borgogna (1190-1200).
- Corrado II di Hohenstaufen (febbraio-marzo 1172 † 15 agosto 1196), duca di Rothenburg (1189-1191) e poi duca di Svevia (1191-1196); nel 1196 fu combinato il matrimonio tra Corrado e l'erede al trono di Castiglia, Berengaria di Castiglia (1º giugno 1180 - 8 novembre 1246), figlia del re Alfonso VIII di Castiglia. Il matrimonio non fu celebrato per la morte di Corrado.
- Rinaldo (ottobre-novembre 1173 † bambino)
- Guglielmo (giugno-luglio 1176 † bambino)
- Filippo di Svevia (22 luglio 1177-† 21 giugno 1208) duca di Svevia e d'Alsazia (1196-1208) e re dei Romani e d'Italia (1198-1208), sposò Irene Angela (1181 - 27 agosto 1208), figlia dell'imperatore di Bisanzio Isacco II Angelo.
- Agnese di Hohenstaufen (1179-† 8 ottobre 1184).

## Nella cultura di massa
- L'invasione tedesca dell'Unione Sovietica nel 1941 fu chiamata Operazione Barbarossa in ricordo di Federico I.
- Di Federico I si parla diffusamente nel romanzo Baudolino (2000) di Umberto Eco.
- Barbarossa è un film del 2009 diretto da Renzo Martinelli, uscito nelle sale italiane il 9 ottobre 2009. Il film ritrae la vita dell'Imperatore, interpretato da Rutger Hauer, e la sua lotta contro i comuni dell'Italia settentrionale. Tra gli altri attori, Raz Degan, Kasia Smutniak, Cécile Cassel, Ángela Molina, F. Murray Abraham e Antonio Cupo.

## Ascendenza
|                             |                     |                             | Genitori                                 |  |  | Nonni |  |  | Bisnonni          |  |  | Trisnonni |  |
|                             |                     |                             |                                          |  |  |       |  |  | Federico di Büren |  |  | Federico  |  |
|                             |                     |                             |                                          |  |  |       |  |  | Federico di Büren |  |  | Federico  |  |
|                             |                     | Adelaide di Filsgau (forse) |                                          |  |  |       |  |  | Federico di Büren |  |  |           |  |
| Federico I, duca di Svevia  |                     |                             |                                          |  |  |       |  |  | Federico di Büren |  |  |           |  |
|                             |                     | Hildegarda di Egisheim      | Gerhardo III, conte di Egisheim-Dagsburg |  |  |       |  |  |                   |  |  |           |  |
|                             |                     | Hildegarda di Egisheim      | Gerhardo III, conte di Egisheim-Dagsburg |  |  |       |  |  |                   |  |  |           |  |
|                             |                     | Hildegarda di Egisheim      | Hildegarda di Schlettstadt               |  |  |       |  |  |                   |  |  |           |  |
| Federico II, duca di Svevia |                     | Hildegarda di Egisheim      |                                          |  |  |       |  |  |                   |  |  |           |  |
|                             |                     | Enrico IV di Franconia      | Enrico III il Nero                       |  |  |       |  |  |                   |  |  |           |  |
|                             |                     | Enrico IV di Franconia      | Enrico III il Nero                       |  |  |       |  |  |                   |  |  |           |  |
|                             |                     | Enrico IV di Franconia      | Agnese di Poitou                         |  |  |       |  |  |                   |  |  |           |  |
| Agnese di Waiblingen        |                     | Enrico IV di Franconia      |                                          |  |  |       |  |  |                   |  |  |           |  |
|                             |                     | Berta di Savoia             | Oddone di Savoia                         |  |  |       |  |  |                   |  |  |           |  |
|                             |                     | Berta di Savoia             | Oddone di Savoia                         |  |  |       |  |  |                   |  |  |           |  |
|                             |                     | Berta di Savoia             | Adelaide di Susa                         |  |  |       |  |  |                   |  |  |           |  |
| Federico Barbarossa         |                     | Berta di Savoia             |                                          |  |  |       |  |  |                   |  |  |           |  |
|                             | Guelfo I di Baviera | Alberto Azzo II d'Este      |                                          |  |  |       |  |  |                   |  |  |           |  |
|                             | Guelfo I di Baviera | Alberto Azzo II d'Este      |                                          |  |  |       |  |  |                   |  |  |           |  |
|                             | Guelfo I di Baviera | Cunegonda di Altdorf        |                                          |  |  |       |  |  |                   |  |  |           |  |
| Enrico IX di Baviera        | Guelfo I di Baviera |                             |                                          |  |  |       |  |  |                   |  |  |           |  |
|                             |                     | Giuditta di Fiandra         | Baldovino IV di Fiandra                  |  |  |       |  |  |                   |  |  |           |  |
|                             |                     | Giuditta di Fiandra         | Baldovino IV di Fiandra                  |  |  |       |  |  |                   |  |  |           |  |
|                             |                     | Giuditta di Fiandra         | Eleonora di Normandia                    |  |  |       |  |  |                   |  |  |           |  |
| Giuditta di Baviera         |                     | Giuditta di Fiandra         |                                          |  |  |       |  |  |                   |  |  |           |  |
|                             |                     | Magnus di Sassonia          | Ordulfo di Sassonia                      |  |  |       |  |  |                   |  |  |           |  |
|                             |                     | Magnus di Sassonia          | Ordulfo di Sassonia                      |  |  |       |  |  |                   |  |  |           |  |
|                             |                     | Magnus di Sassonia          | Wulfhilde di Norvegia                    |  |  |       |  |  |                   |  |  |           |  |
| Wulfhilde di Sassonia       |                     | Magnus di Sassonia          |                                          |  |  |       |  |  |                   |  |  |           |  |
|                             |                     | Zsòfia d'Ungheria           | Béla I d'Ungheria                        |  |  |       |  |  |                   |  |  |           |  |
|                             |                     | Zsòfia d'Ungheria           | Béla I d'Ungheria                        |  |  |       |  |  |                   |  |  |           |  |
|                             |                     | Zsòfia d'Ungheria           | Richeza di Polonia                       |  |  |       |  |  |                   |  |  |           |  |
|                             |                     | Zsòfia d'Ungheria           |                                          |  |  |       |  |  |                   |  |  |           |  |